# Campeonato Brasileiro de Futebol de 2022 - Série D
A Série D do Campeonato Brasileiro de Futebol de 2022 foi a 14.ª edição da competição de futebol profissional equivalente à quarta divisão no Brasil. Esta edição foi disputada por 64 equipes, que se classificaram através dos campeonatos estaduais e por outros torneios realizados por cada uma das federações estaduais.
O América de Natal foi o campeão da competição, tornando-se a primeira equipe do Rio Grande do Norte a conquistar o título da Série D. O alvirrubro derrotou o Pouso Alegre por 2–0 na primeira partida da final, diante de mais de 30 mil pessoas na Arena das Dunas, e garantiu o troféu graças ao saldo de gols, após perder por 1–0 no jogo de volta, em Minas Gerais. Além dos finalistas, Amazonas e São Bernardo também garantiram o acesso para a Série C por terem chegado à semifinal.

## Critérios de classificação
Diferente do ano anterior, que contou com 68 equipes participantes, a partir de 2022 foram 64 vagas disponíveis. A segunda vaga de cada uma das quatro piores federações ranqueadas foram excluídas, tal qual como a disputa da fase preliminar, sendo as vagas distribuídas da seguinte forma:
- Os quatro rebaixados da Série C do ano anterior;
- O estado 1º colocado no Ranking Nacional das Federações tem direito a 4 vagas;
- Do 2º ao 9º colocado no Ranking Nacional das Federações tem direito a 3 vagas;
- Do 10º ao 23º colocado no Ranking Nacional das Federações tem direito a 2 vagas;
- Do 24º ao 27º colocado no Ranking Nacional das Federações tem direito a 1 vaga para o campeão estadual;

Os indicados das federações estaduais são selecionados através do desempenho nos Campeonatos Estaduais ou outros torneios realizados por cada federação estadual.
Em caso de desistência, a vaga é ocupada pelo clube da mesma federação melhor classificado, ou então, pelo clube apontado pela federação estadual. Se o estado não indicar nenhum representante, a vaga é repassada ao melhor estado seguinte posicionado no Ranking Nacional das Federações, que indica uma equipe a ocupar o mesmo grupo da equipe original. Caso a vaga ainda fique em aberto, é transferida ao segundo estado seguinte e melhor colocado no ranking, e assim sucessivamente. O limite de usufruto de vaga repassada é de uma por federação.
As equipes que disputam a Série D geralmente são definidas pelo seu posicionamento na tabela de classificação de seus respectivos campeonatos estaduais. Quando nos estaduais existe algum participante que já disputa alguma divisão superior do Campeonato Brasileiro (Séries A, B ou C), a classificação para a Série D se dá a seguinte equipe melhor posicionada na tabela de classificação. Em alguns estados, os campeonatos locais servem apenas como classificação para a Copa do Brasil da temporada subsequente. A federação destes estados prefere realizar algum torneio paralelo ao estadual propriamente dito, para definir seu(s) representante(s) na Série D do Campeonato Brasileiro. Desde a edição de 2016, por conta de ajustes no regulamento feitos pela CBF, os campeonatos e seletivas estaduais de um ano classificam suas equipes para as competições nacionais do ano seguinte.

## Formato de disputa
Implementada em 2020, a fase preliminar com representantes das oito entidades estaduais com o pior posicionamento no Ranking Nacional das Federações foi abolida, reduzindo o número de equipes participantes para 64. Elas foram divididas em oito chaves, com oito equipes em cada, com jogos de ida e volta. As quatro melhores de cada grupo se classificam para a segunda fase, totalizando 32 equipes. Estas se enfrentam em confrontos eliminatórios, com jogos de ida e volta, até a definição do campeão e do acesso à Série C de 2023: oitavas, quartas, semifinais e final.

## Participantes
| Equipe                 | Cidade                    | Estado | Como se classificou                 | Estádio (mando)        | Capacidade | Títulos        |
| ---------------------- | ------------------------- | ------ | ----------------------------------- | ---------------------- | ---------- | -------------- |
| 4 de Julho             | Piripiri                  | PI     | 2º melhor colocado do Estadual 2021 | Arena Ytacoatyara      | 8 500      | 0 (não possui) |
| Ação                   | Santo Antônio de Leverger | MT     | 2º melhor colocado do Estadual 2021 | Dito Souza             | 2 600      | 0 (não possui) |
| Afogados               | Afogados da Ingazeira     | PE     | 2º melhor colocado do Estadual 2021 | Vianão                 | 7 000      | 0 (não possui) |
| Aimoré                 | São Leopoldo              | RS     | 2º melhor colocado do Estadual 2021 | Cristo-Rei             | 7 800      | 0 (não possui) |
| Amazonas               | Manaus                    | AM     | 2º melhor colocado do Estadual 2021 | Colina                 | 10 000     | 0 (não possui) |
| América de Natal       | Natal                     | RN     | 2º melhor colocado do Estadual 2021 | Arena das Dunas        | 32 000     | 0 (não possui) |
| Anápolis               | Anápolis                  | GO     | 2º melhor colocado do Estadual 2021 | Jonas Duarte           | 10 707     | 0 (não possui) |
| ASA                    | Arapiraca                 | AL     | Campeão da Copa Alagoas 2021        | Fumeirão               | 15 332     | 0 (não possui) |
| Atlético de Alagoinhas | Alagoinhas                | BA     | Campeão do Estadual 2021            | Carneirão (BA)         | 16 000     | 0 (não possui) |
| Azuriz                 | Pato Branco               | PR     | 2º melhor colocado do Estadual 2021 | Pioneiros              | 1 500      | 0 (não possui) |
| Bahia de Feira         | Feira de Santana          | BA     | Vice-campeão do Estadual 2021       | Arena Cajueiro         | 4 000      | 0 (não possui) |
| Brasiliense            | Taguatinga                | DF     | Campeão do Metropolitano 2021       | Abadião                | 3 000      | 0 (não possui) |
| Caldense               | Poços de Caldas           | MG     | 3º melhor colocado do Estadual 2021 | Ronaldão               | 7 600      | 0 (não possui) |
| Castanhal              | Castanhal                 | PA     | 2° melhor colocado do Estadual 2021 | Modelão                | 5 000      | 0 (não possui) |
| Caxias                 | Caxias do Sul             | RS     | Melhor colocado do Estadual 2021    | Centenário             | 22 132     | 0 (não possui) |
| Ceilândia              | Ceilândia                 | DF     | Vice-campeão do Metropolitano 2021  | Abadião                | 3 000      | 0 (não possui) |
| Cianorte               | Cianorte                  | PR     | 3º melhor colocado do Estadual 2021 | Albino Turbay          | 4 000      | 0 (não possui) |
| Costa Rica             | Costa Rica                | MS     | Campeão do Estadual 2021            | Laertão                | 5 000      | 0 (não possui) |
| Crato                  | Crato                     | CE     | 2º melhor colocado do Estadual 2021 | Mirandão               | 10 000     | 0 (não possui) |
| CSE                    | Palmeira dos Índios       | AL     | Melhor colocado do Estadual 2021    | Juca Sampaio           | 7 000      | 0 (não possui) |
| FC Cascavel            | Cascavel                  | PR     | Vice-campeão do Estadual 2021       | Olímpico Regional      | 28 125     | 0 (não possui) |
| Ferroviária            | Araraquara                | SP     | 2ª melhor colocada do Estadual 2021 | Fonte Luminosa         | 20 000     | 0 (não possui) |
| Fluminense-PI          | Teresina                  | PI     | Vice-campeão do Estadual 2021       | Lindolfo Monteiro      | 12 760     | 0 (não possui) |
| Globo                  | Ceará-Mirim               | RN     | Campeão do Estadual 2021            | Barrettão              | 10 000     | 0 (não possui) |
| Grêmio Anápolis        | Anápolis                  | GO     | Campeão do Estadual 2021            | Jonas Duarte           | 10 707     | 0 (não possui) |
| Humaitá                | Porto Acre                | AC     | Vice-campeão do Estadual 2021       | Arena da Floresta      | 20 000     | 0 (não possui) |
| Icasa                  | Juazeiro do Norte         | CE     | 3º melhor colocado do Estadual 2021 | Arena Romeirão         | 17 230     | 0 (não possui) |
| Inter de Limeira       | Limeira                   | SP     | Melhor colocada do Estadual 2021    | Limeirão               | 18 000     | 0 (não possui) |
| Iporá                  | Iporá                     | GO     | 3º melhor colocado do Estadual 2021 | Ferreirão              | 3 500      | 0 (não possui) |
| Jacuipense             | Riachão do Jacuípe        | BA     | 17º colocado da Série C de 2021     | Valfredão              | 5 000      | 0 (não possui) |
| Juazeirense            | Juazeiro                  | BA     | 3º melhor colocado do Estadual 2021 | Adautão                | 12 120     | 0 (não possui) |
| Juventude Samas        | São Mateus do Maranhão    | MA     | Vice-campeão da Copa FMF 2021       | Pinheirão              | 500        | 0 (não possui) |
| Juventus de Jaraguá    | Jaraguá do Sul            | SC     | 2° melhor colocado do Estadual 2021 | João Marcatto          | 10 270     | 0 (não possui) |
| Lagarto                | Lagarto                   | SE     | Vice-campeão do Estadual 2021       | Barretão               | 8 000      | 0 (não possui) |
| Marcílio Dias          | Itajaí                    | SC     | Melhor colocado do Estadual 2021    | Gigantão das Avenidas  | 6 010      | 0 (não possui) |
| Moto Club              | São Luís                  | MA     | Vice-campeão do Estadual 2021       | Nhozinho Santos        | 12 891     | 0 (não possui) |
| Náutico-RR             | Boa Vista                 | RR     | Vice-campeão do Estadual 2021       | Canarinho              | 4 556      | 0 (não possui) |
| Nova Iguaçu            | Nova Iguaçu               | RJ     | 2º melhor colocado do Estadual 2021 | Laranjão               | 1 810      | 0 (não possui) |
| Nova Venécia           | Nova Venécia              | ES     | Campeão da Copa Espírito Santo 2021 | Zenor Rocha            | 2 000      | 0 (não possui) |
| Oeste                  | Barueri                   | SP     | 20º colocado da Série C de 2021     | Arena Barueri          | 31 452     | 0 (não possui) |
| Operário VG            | Várzea Grande             | MT     | Melhor colocado do Estadual 2021    | Dito Souza             | 2 600      | 0 (não possui) |
| Pacajus                | Pacajus                   | CE     | Melhor colocado do Estadual 2021    | João Ronaldo           | 2 000      | 0 (não possui) |
| Paraná                 | Curitiba                  | PR     | 18º colocado da Série C de 2021     | Vila Capanema          | 20 083     | 0 (não possui) |
| Pérolas Negras         | Resende                   | RJ     | Campeão da Copa Rio 2021            | Estádio do Trabalhador | 4 600      | 0 (não possui) |
| Porto Velho            | Porto Velho               | RO     | Campeão do Estadual 2021            | Aluizão                | 5 000      | 0 (não possui) |
| Portuguesa-RJ          | Rio de Janeiro            | RJ     | Melhor colocada do Estadual 2021    | Luso Brasileiro        | 20 215     | 0 (não possui) |
| Pouso Alegre           | Pouso Alegre              | MG     | 2º melhor colocado do Estadual 2021 | Manduzão               | 26 000     | 0 (não possui) |
| Próspera               | Criciúma                  | SC     | 3° melhor colocado do Estadual 2021 | Domingos Gonzales      | 1 706      | 0 (não possui) |
| Real Noroeste          | Águia Branca              | ES     | Campeão do Estadual 2021            | José Olímpio da Rocha  | 3 200      | 0 (não possui) |
| Retrô                  | Camaragibe                | PE     | 4º melhor colocado do Estadual 2021 | Arena de Pernambuco    | 44 000     | 0 (não possui) |
| Rio Branco-AC          | Rio Branco                | AC     | Campeão do Estadual 2021            | Florestão              | 10 000     | 0 (não possui) |
| Santa Cruz             | Recife                    | PE     | 19º colocado da Série C de 2021     | Arruda                 | 60 044     | 0 (não possui) |
| Santo André            | Santo André               | SP     | 3° melhor colocado do Estadual 2021 | Bruno José Daniel      | 8 000      | 0 (não possui) |
| São Bernardo           | São Bernardo do Campo     | SP     | Campeão da Copa Paulista 2021       | Primeiro de Maio       | 13 440     | 0 (não possui) |
| São Luiz               | Ijuí                      | RS     | 3º melhor colocado do Estadual 2021 | 19 de Outubro          | 6 000      | 0 (não possui) |
| São Paulo Crystal      | Cruz do Espírito Santo    | PB     | 2º melhor colocado do Estadual 2021 | Carneirão (PB)         | 1 200      | 0 (não possui) |
| São Raimundo-AM        | Manaus                    | AM     | Vice-campeão do Estadual 2021       | Colina                 | 10 000     | 0 (não possui) |
| São Raimundo-RR        | Boa Vista                 | RR     | Campeão do Estadual 2021            | Canarinho              | 4 556      | 0 (não possui) |
| Sergipe                | Aracaju                   | SE     | Campeão do Estadual 2021            | Batistão               | 15 586     | 0 (não possui) |
| Sousa                  | Sousa                     | PB     | Vice-campeão do Estadual 2021       | Marizão                | 5 400      | 0 (não possui) |
| Tocantinópolis         | Tocantinópolis            | TO     | Campeão do Estadual 2021            | Ribeirão               | 8 000      | 0 (não possui) |
| Trem                   | Macapá                    | AP     | Campeão do Estadual 2021            | Zerão                  | 10 000     | 0 (não possui) |
| Tuna Luso              | Belém                     | PA     | Vice-campeã do Estadual 2021        | Estádio do Souza       | 6 000      | 0 (não possui) |
| URT                    | Patos de Minas            | MG     | Melhor colocado do Estadual 2021    | Zama Maciel            | 4 858      | 0 (não possui) |

## Estádios

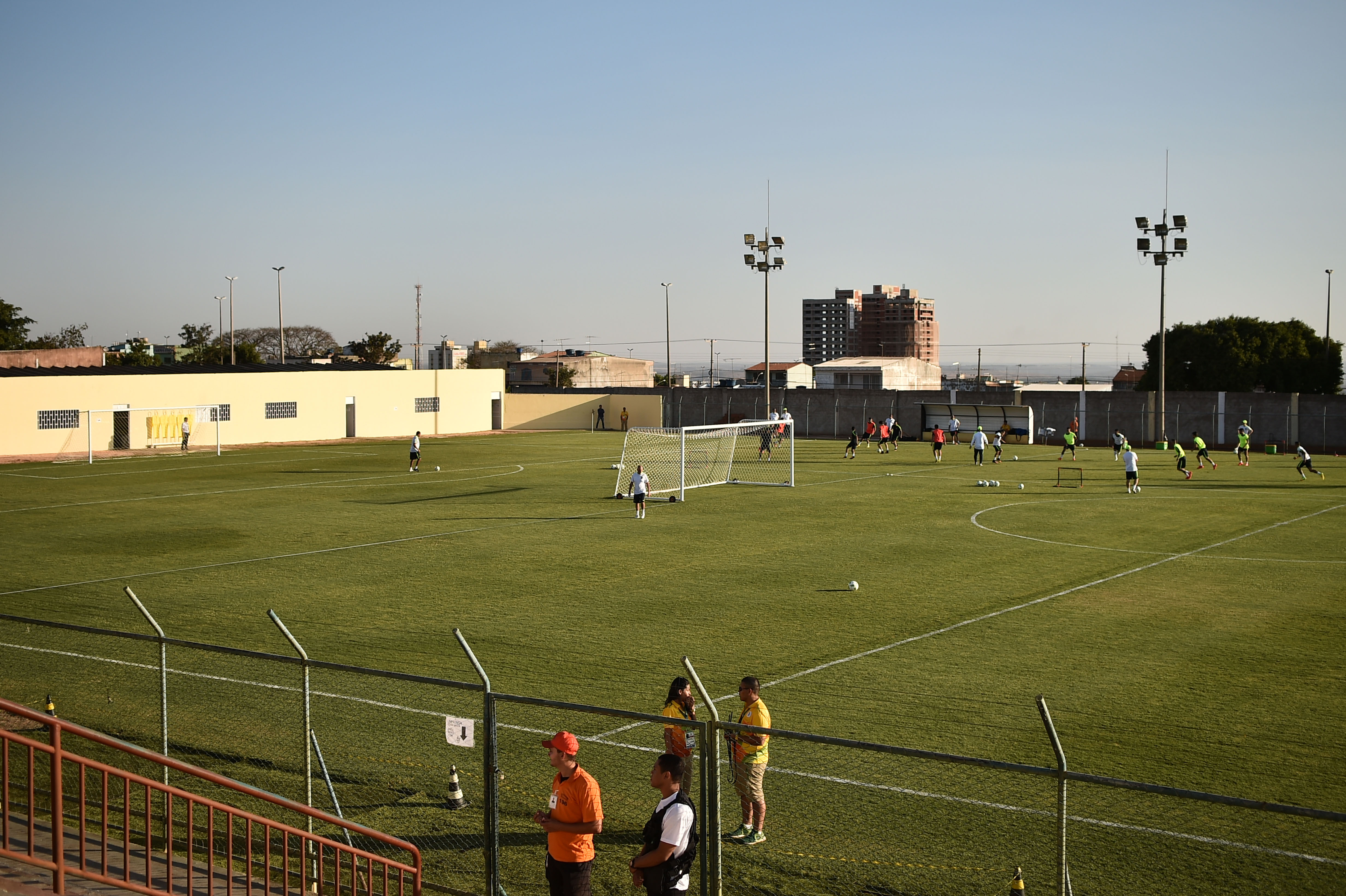
Abadião
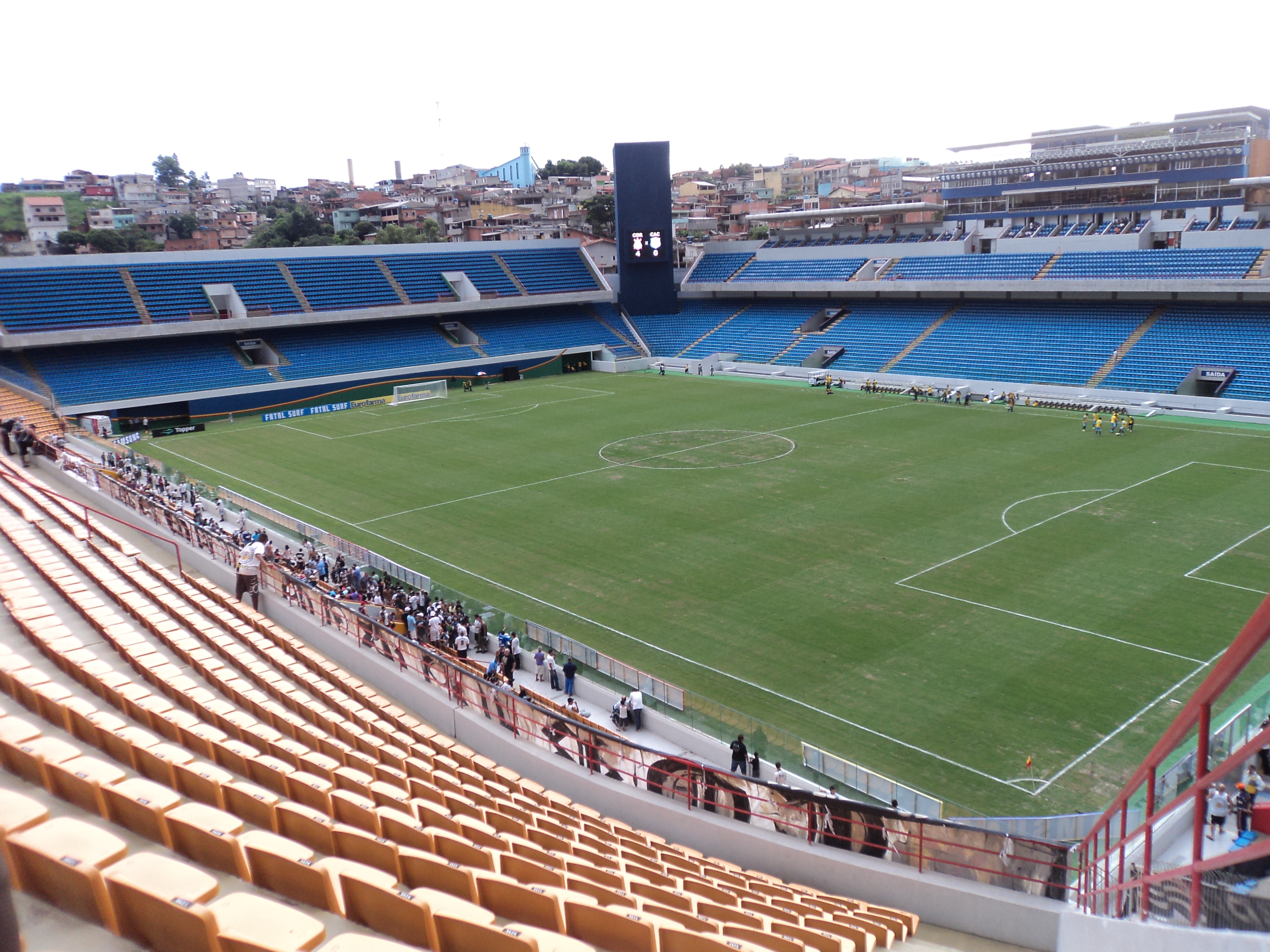
Arena Barueri
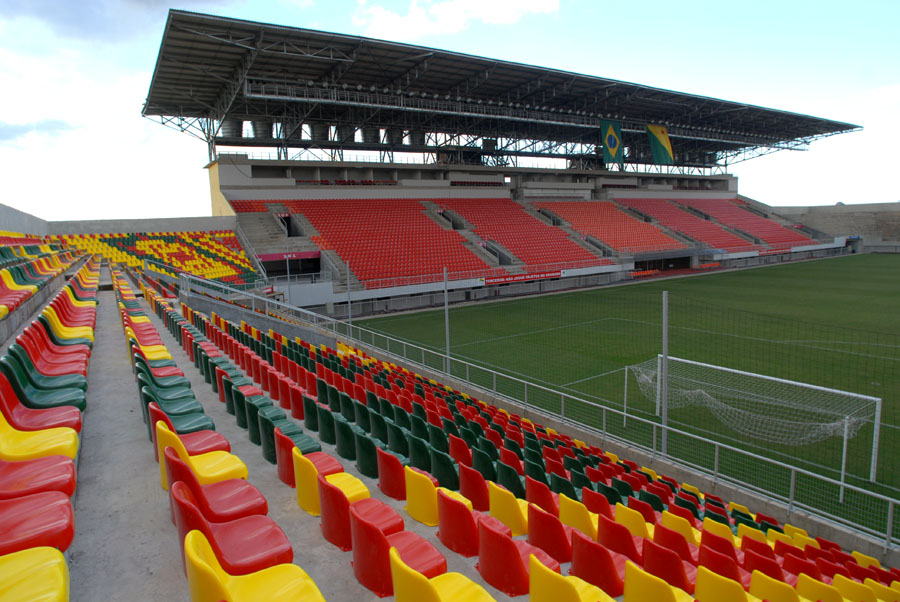
Arena da Floresta
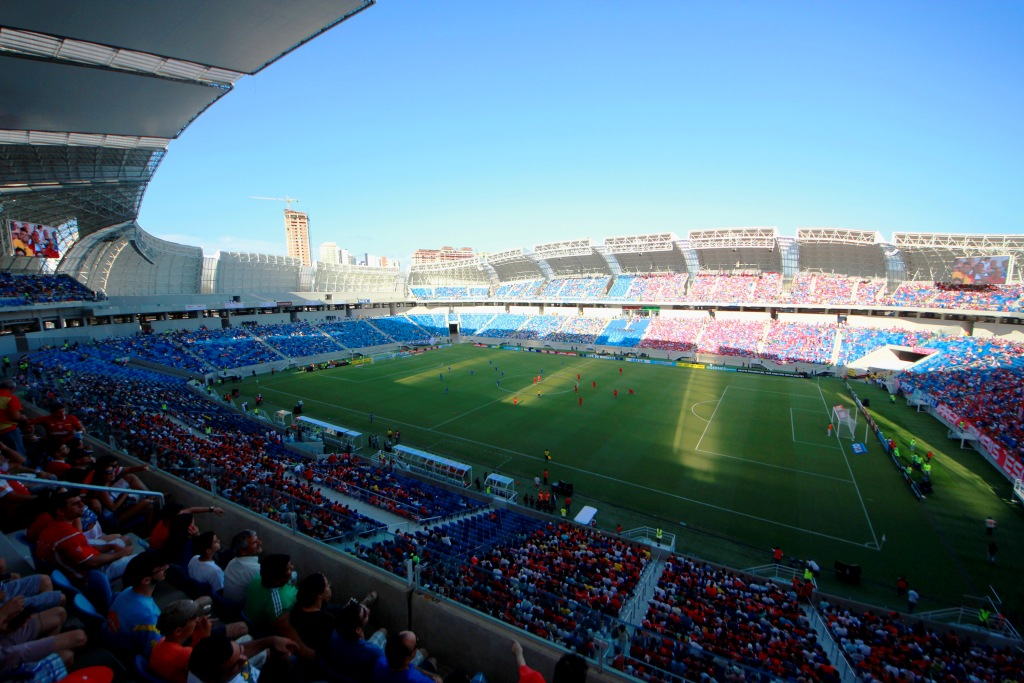
Arena das Dunas
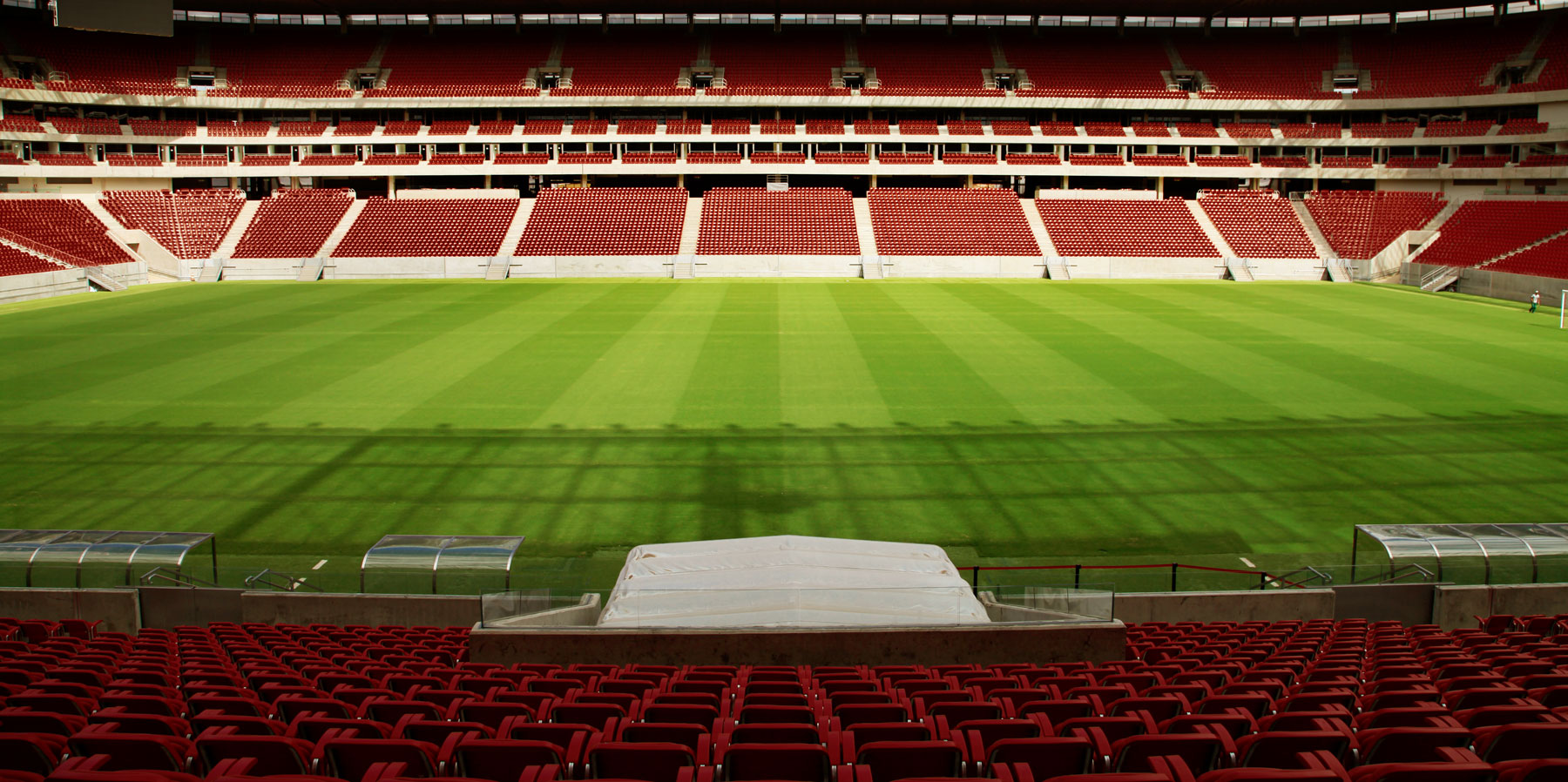
Arena de Pernambuco
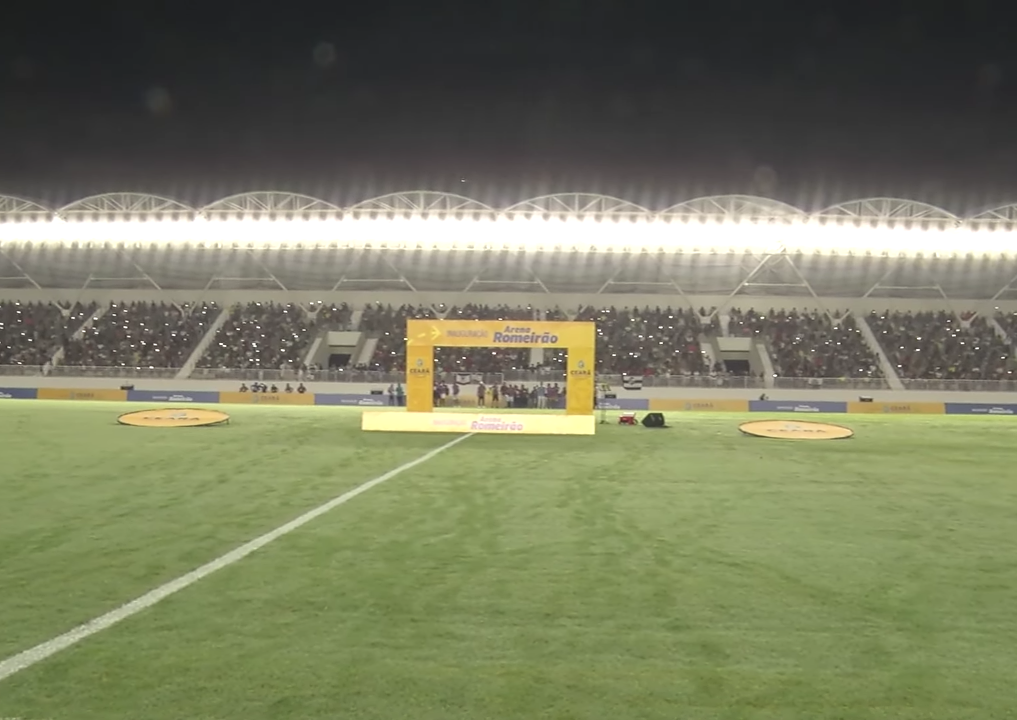
Arena Romeirão
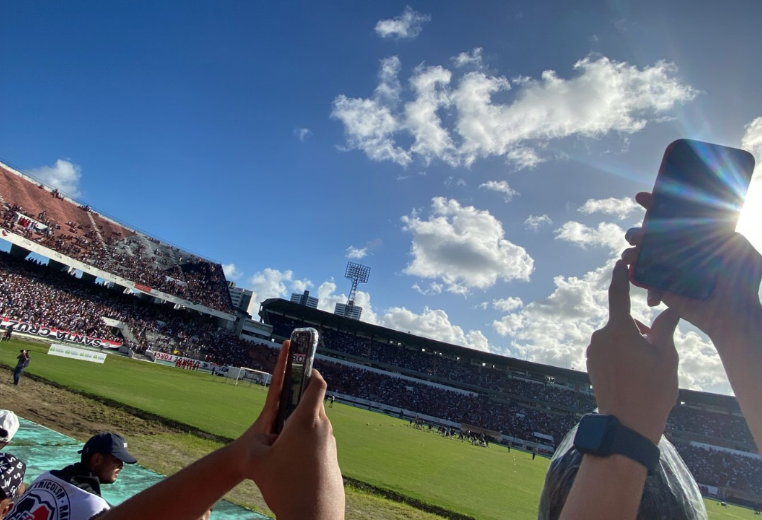
Arruda
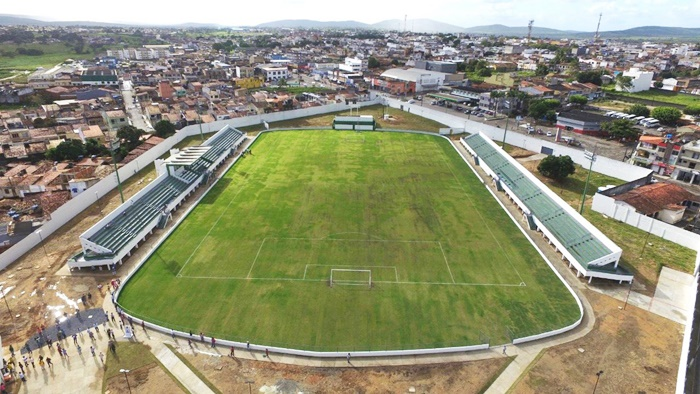
Barretão
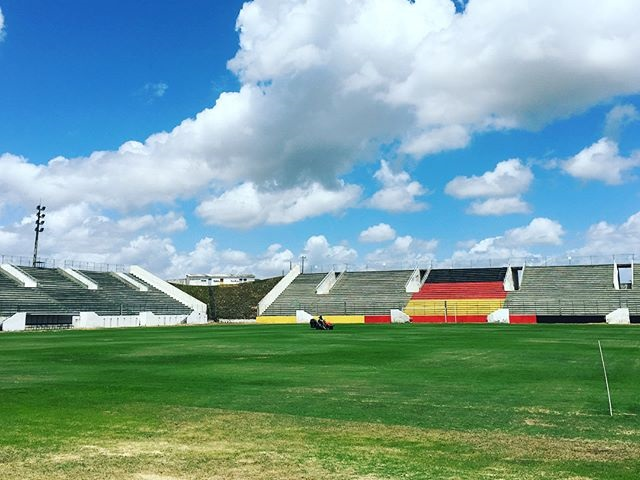
Barrettão
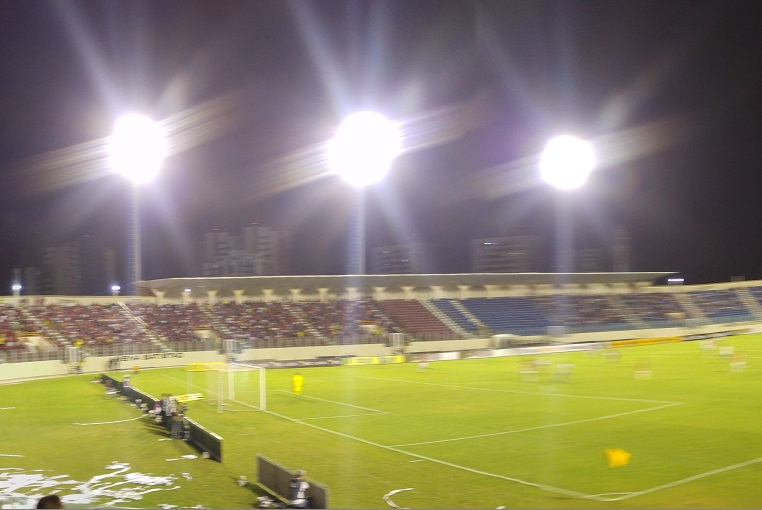
Batistão
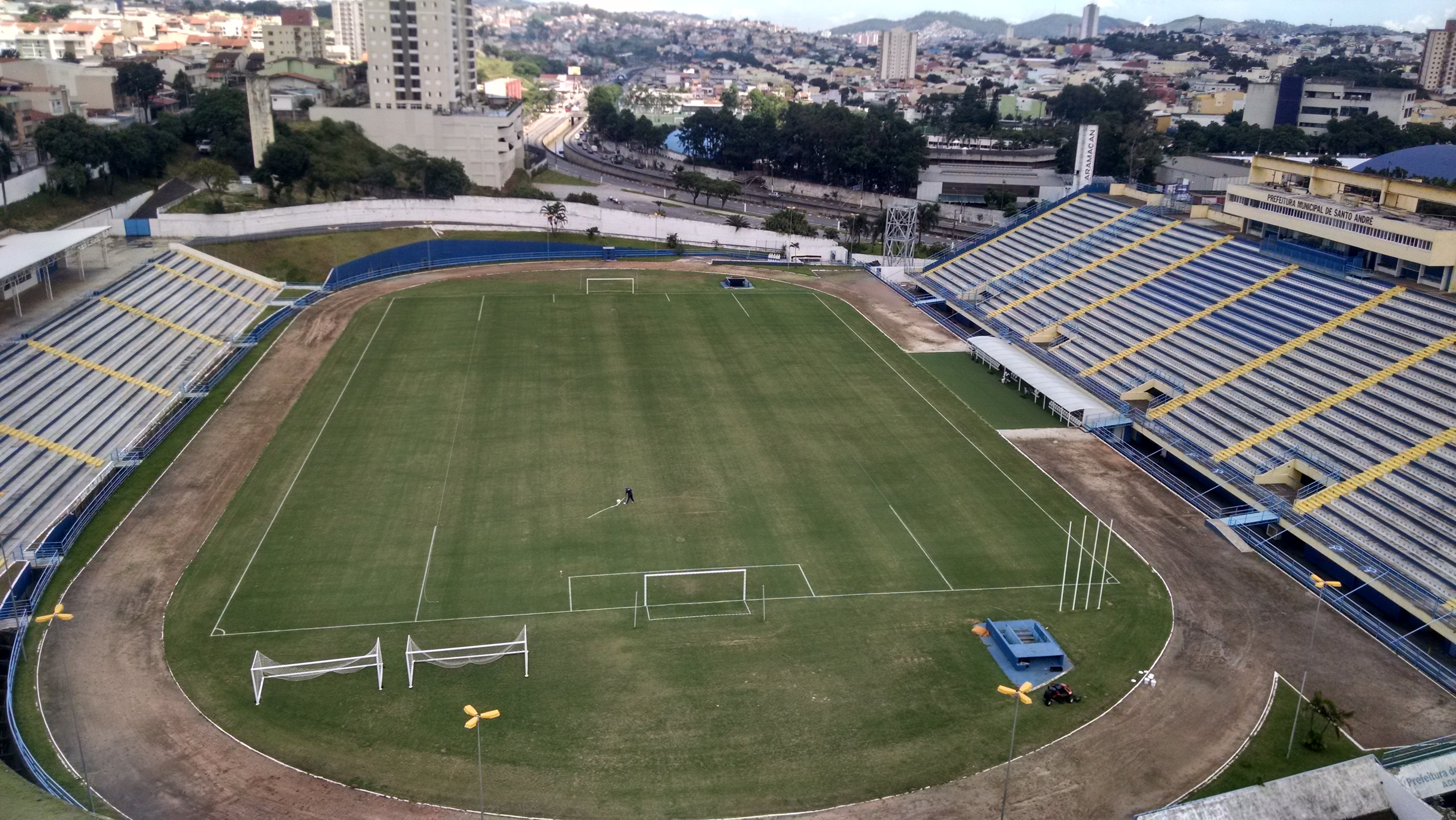
Bruno José Daniel
Carneirão (BA)
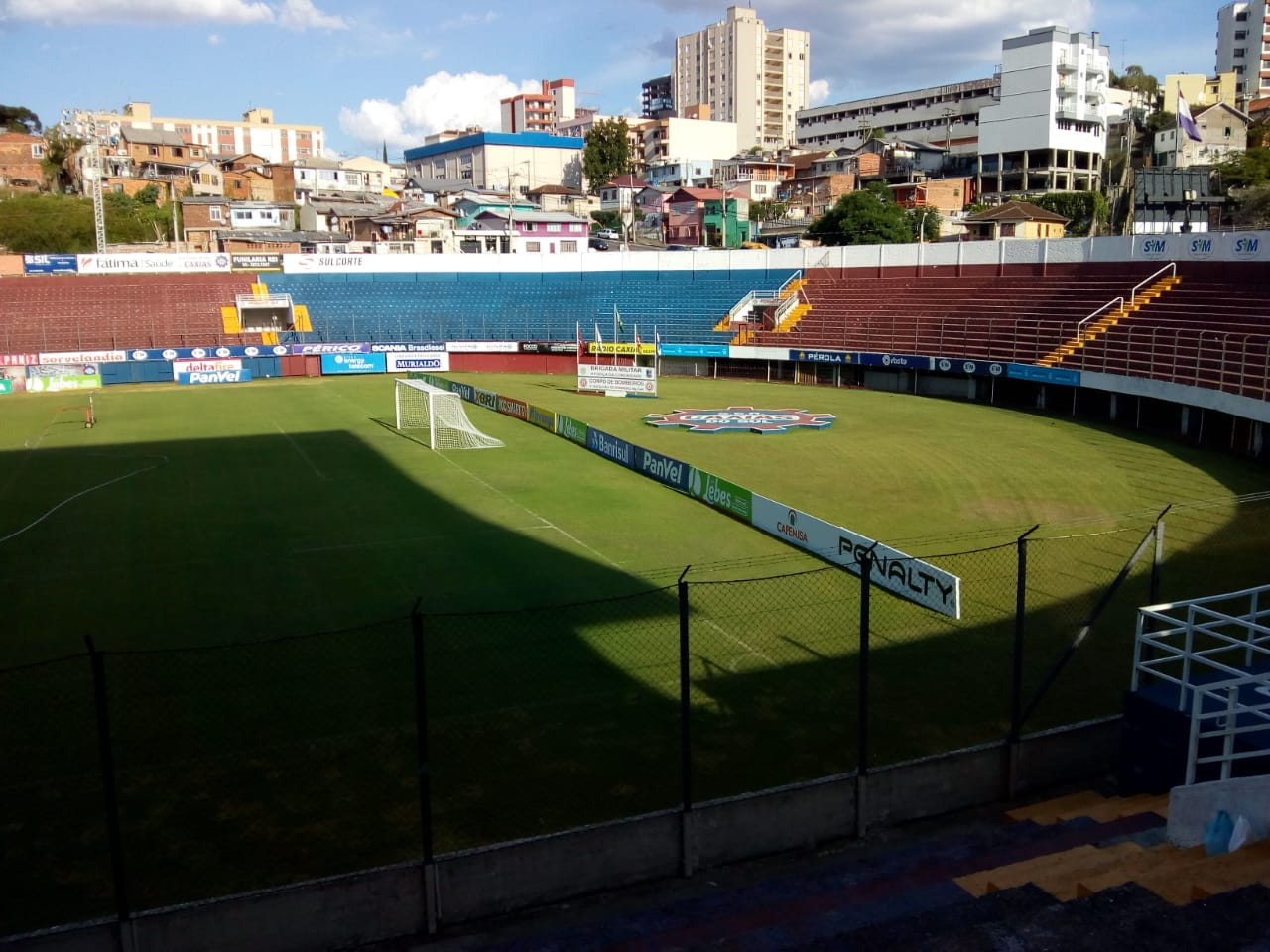
Centenário
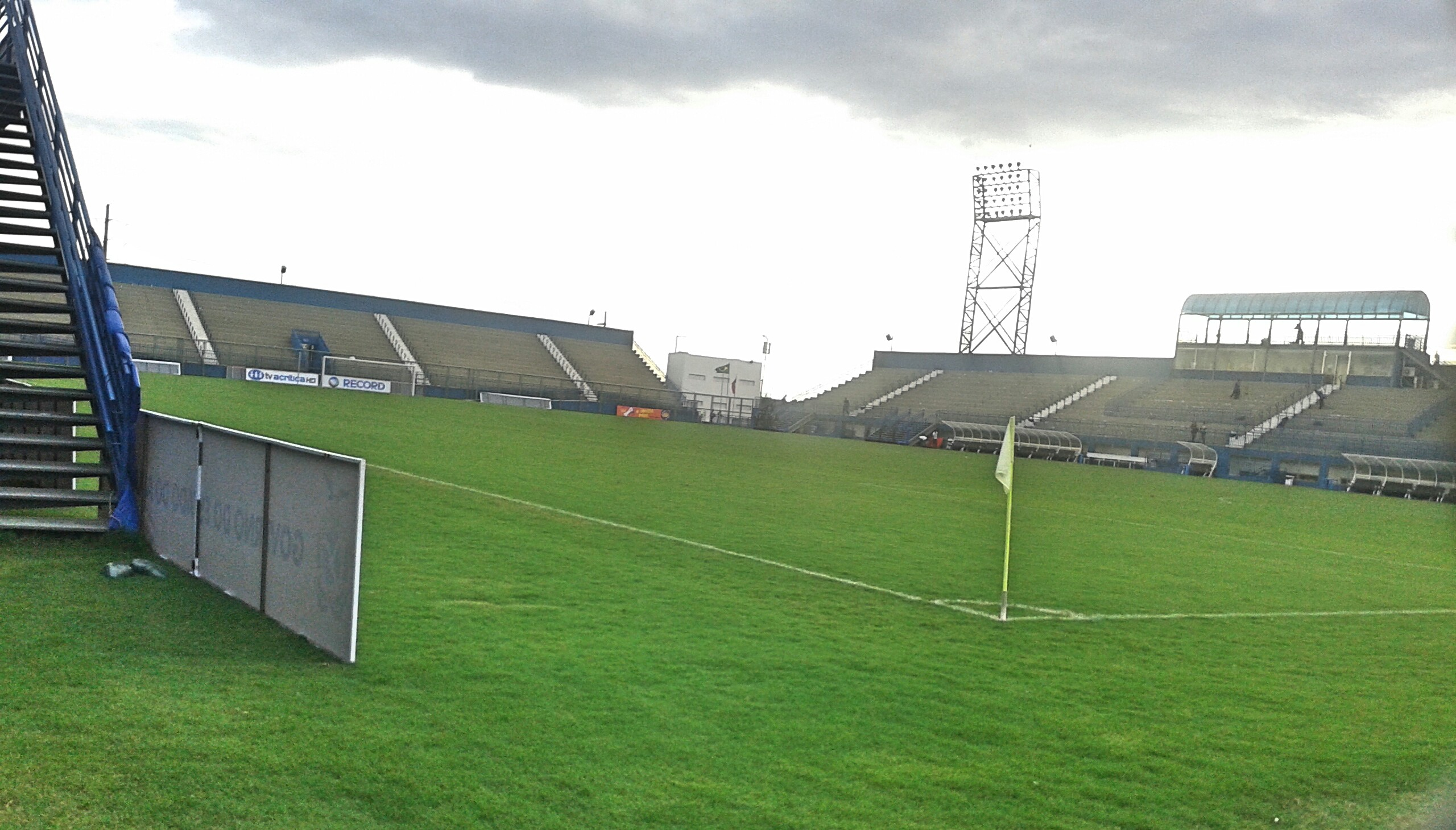
Colina
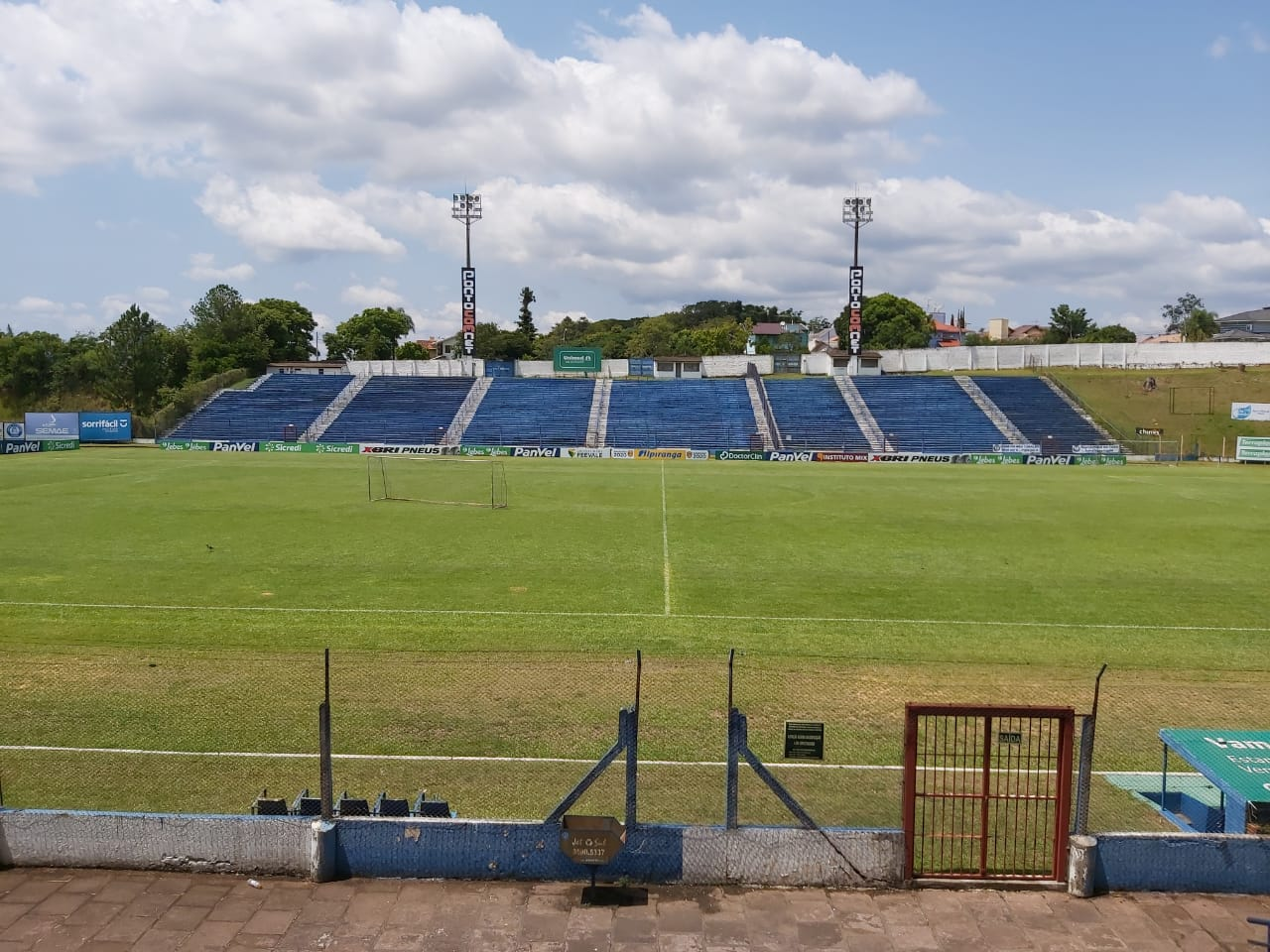
Cristo-Rei
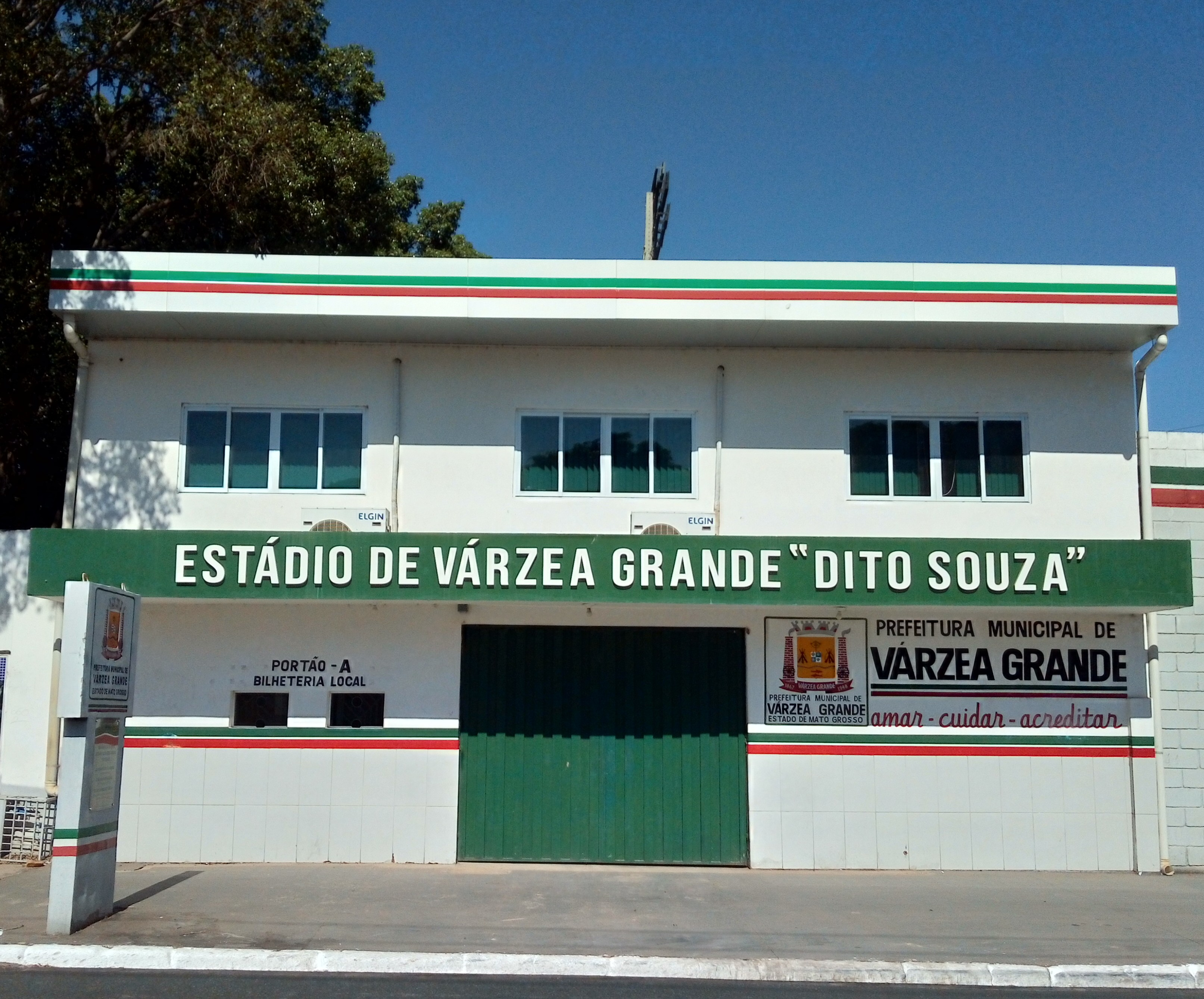
Dito Souza
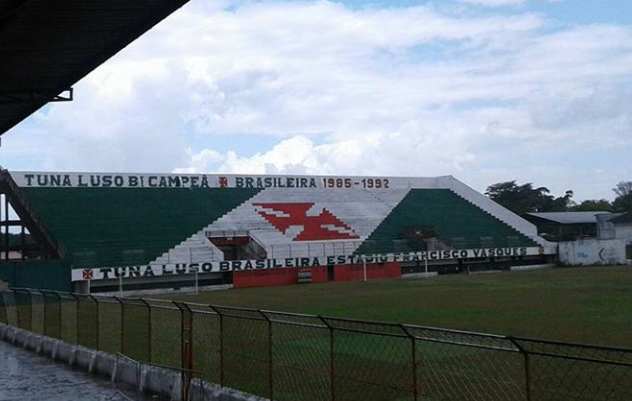
Estádio do Souza
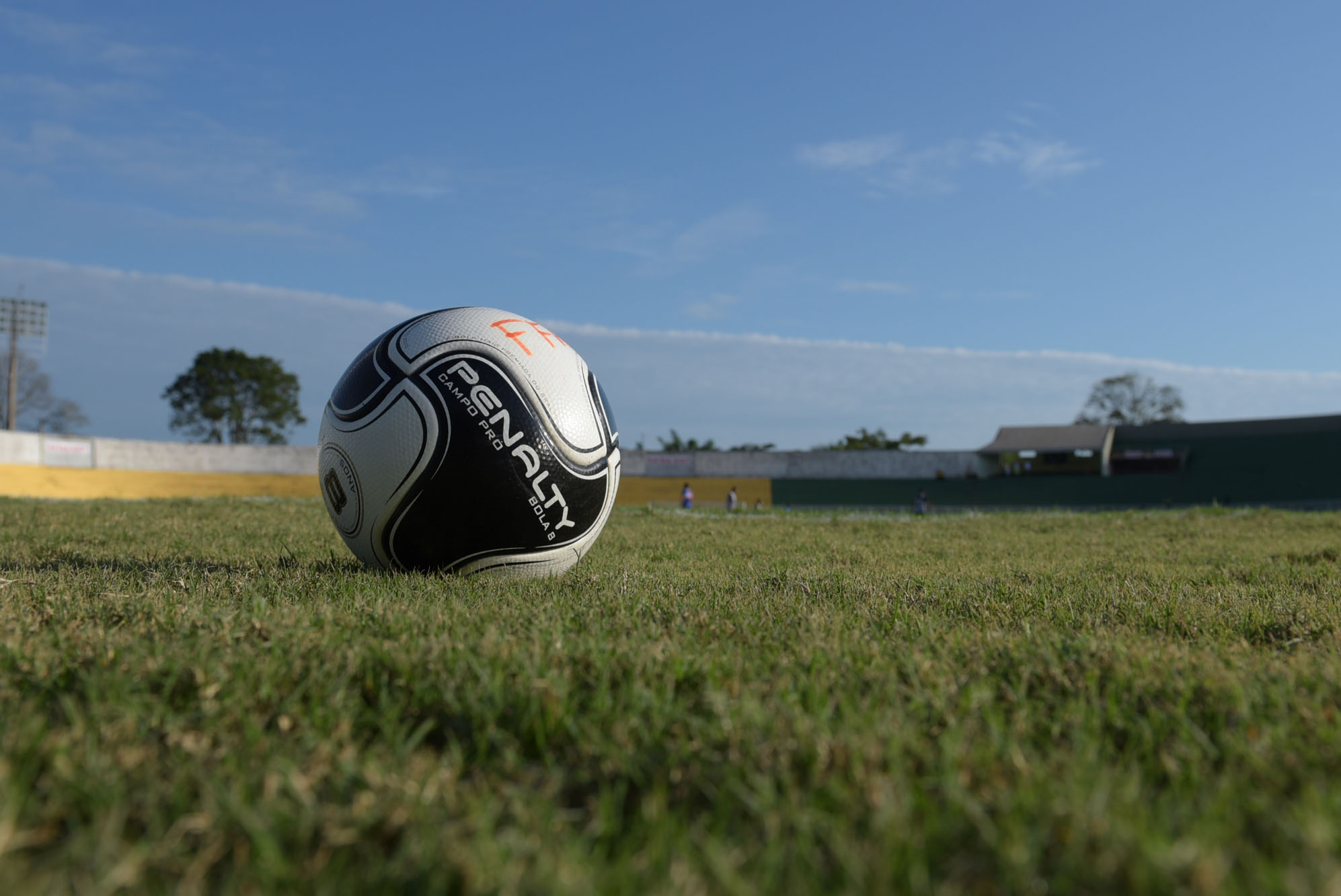
Florestão
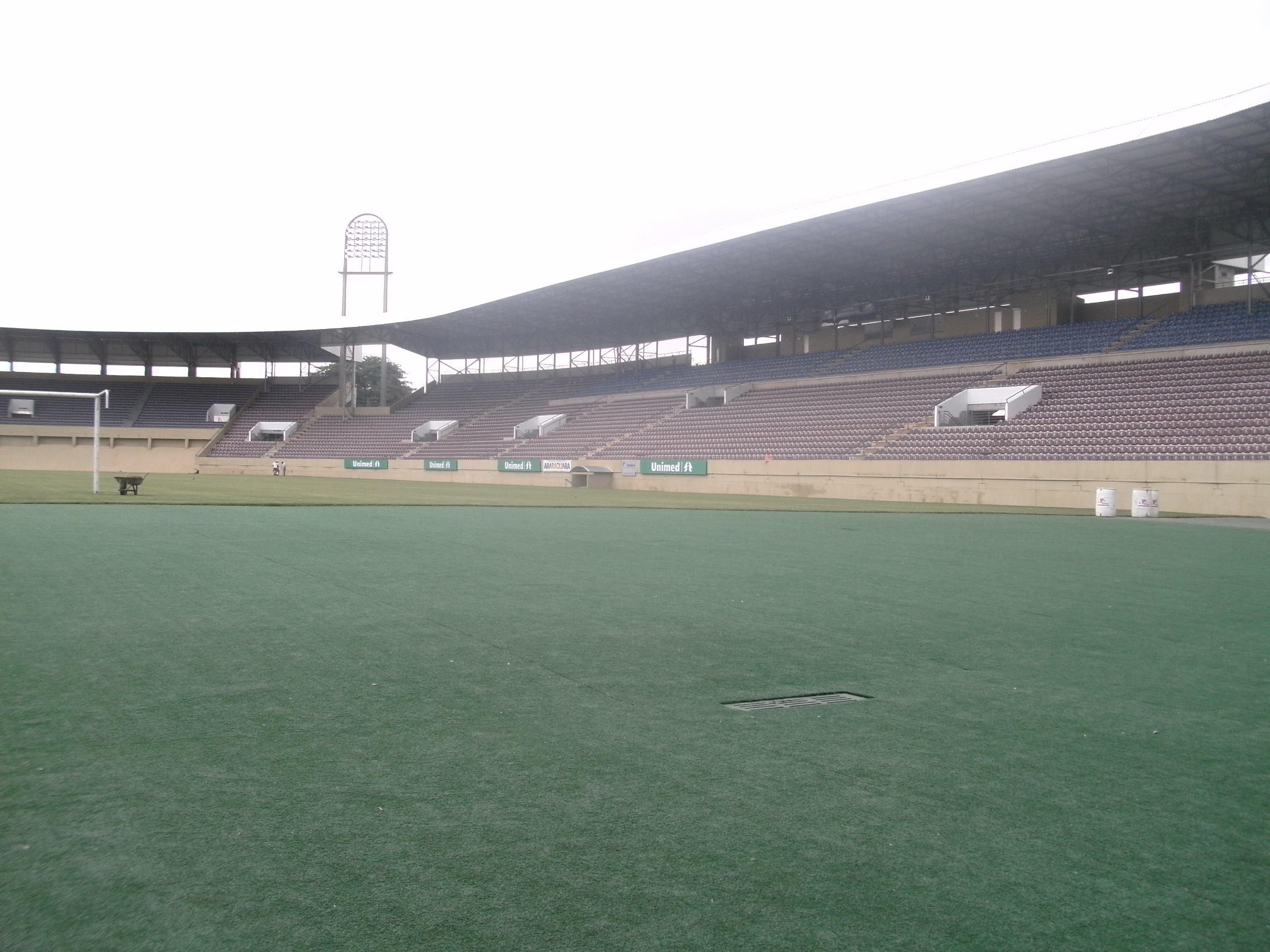
Fonte Luminosa
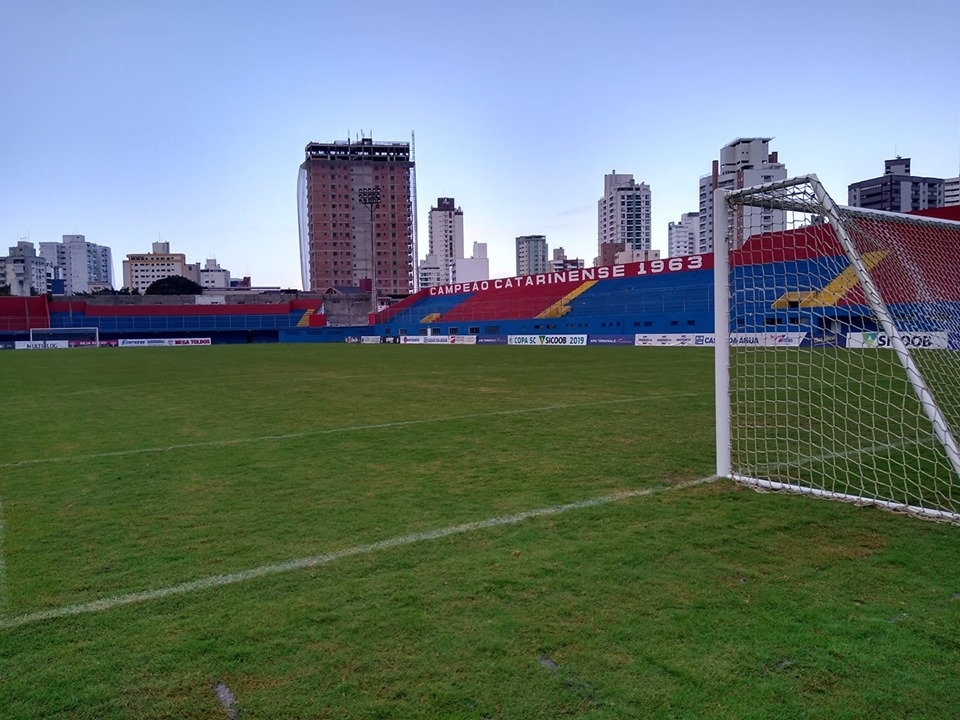
Gigantão das Avenidas
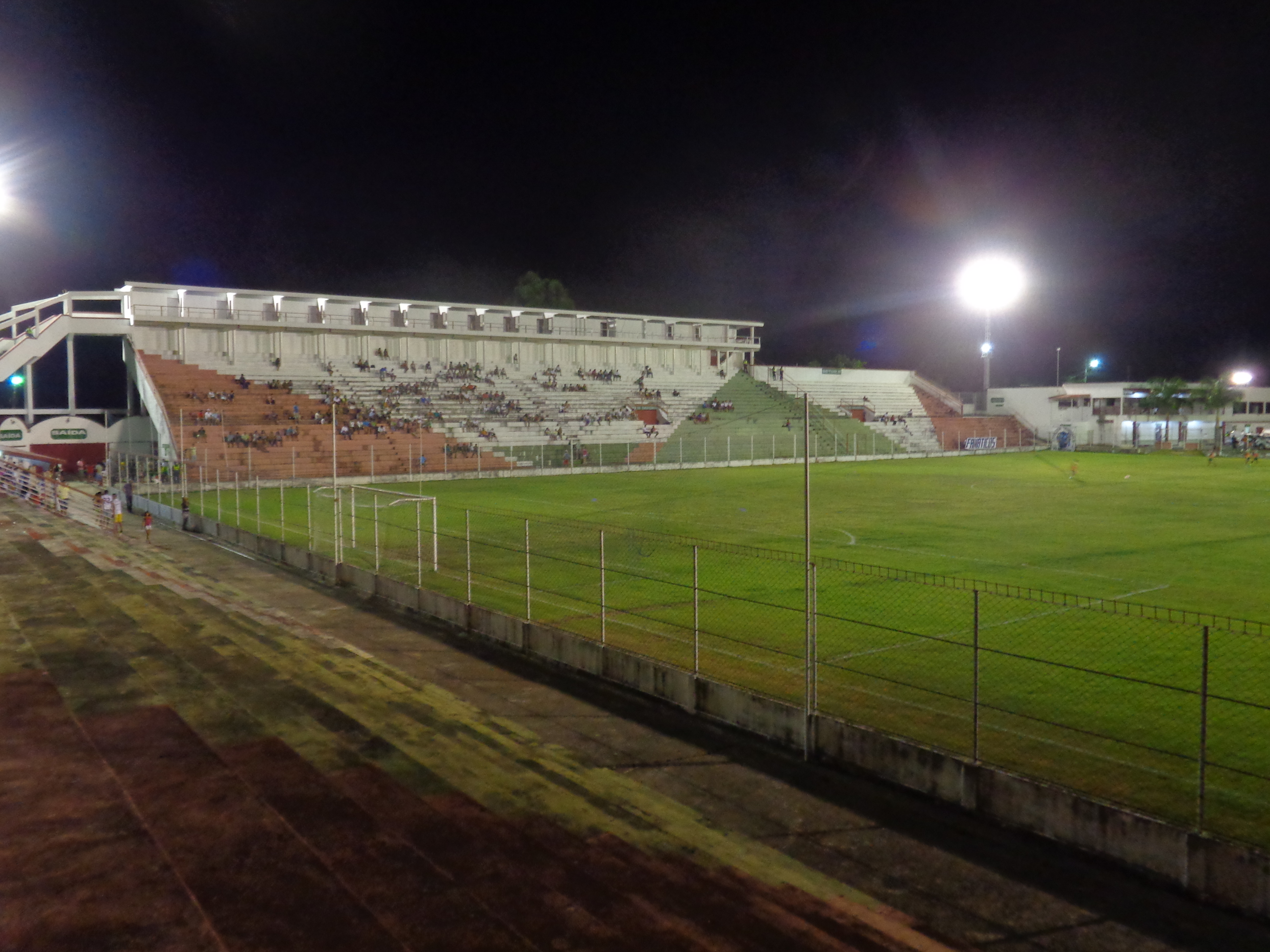
José Olímpio da Rocha
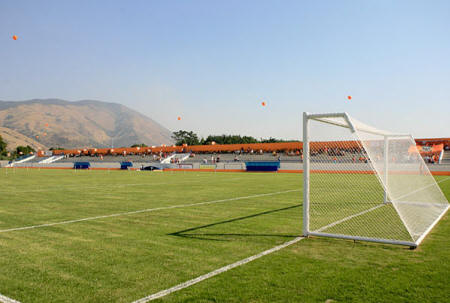
Laranjão
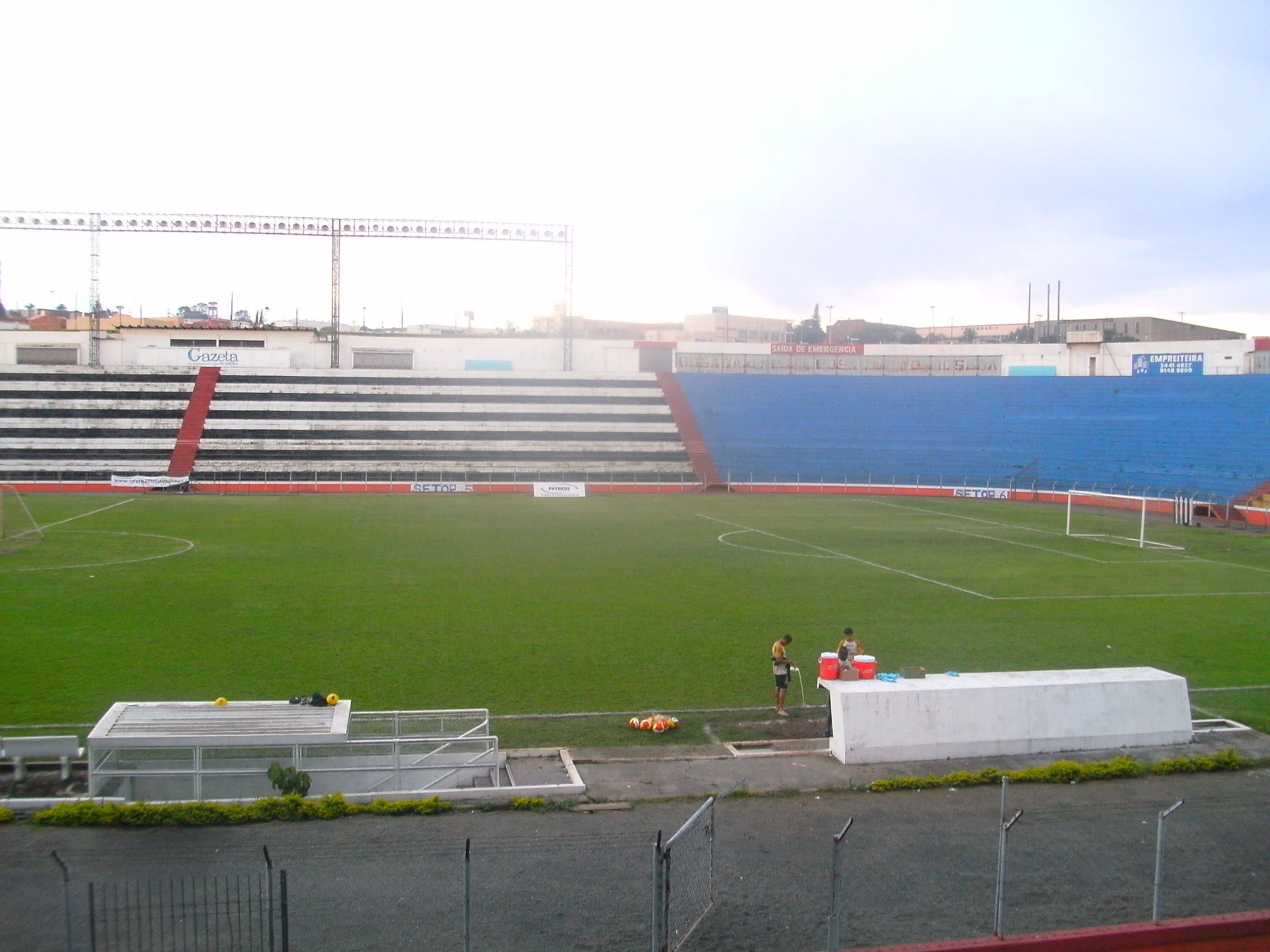
Limeirão
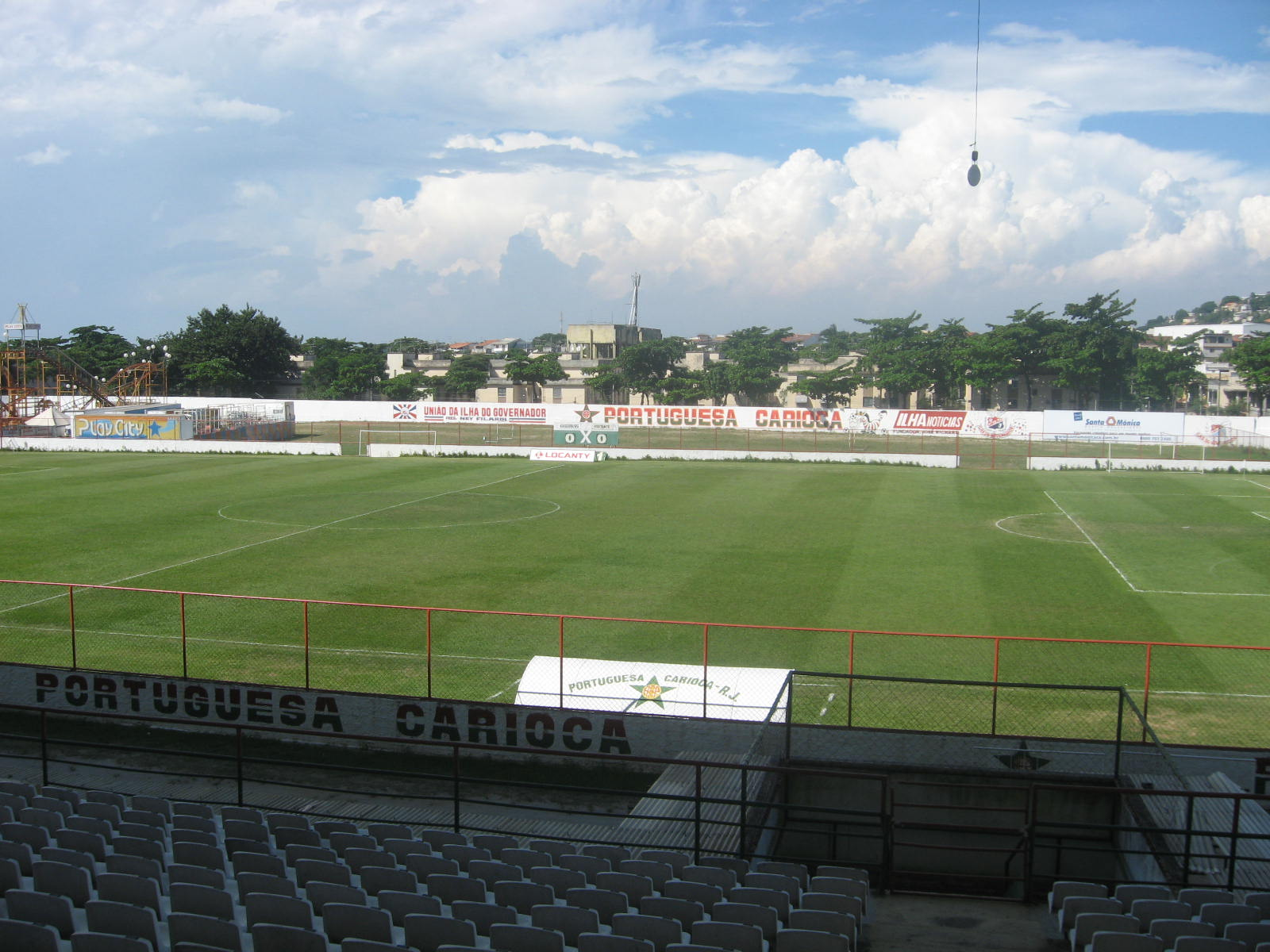
Luso Brasileiro
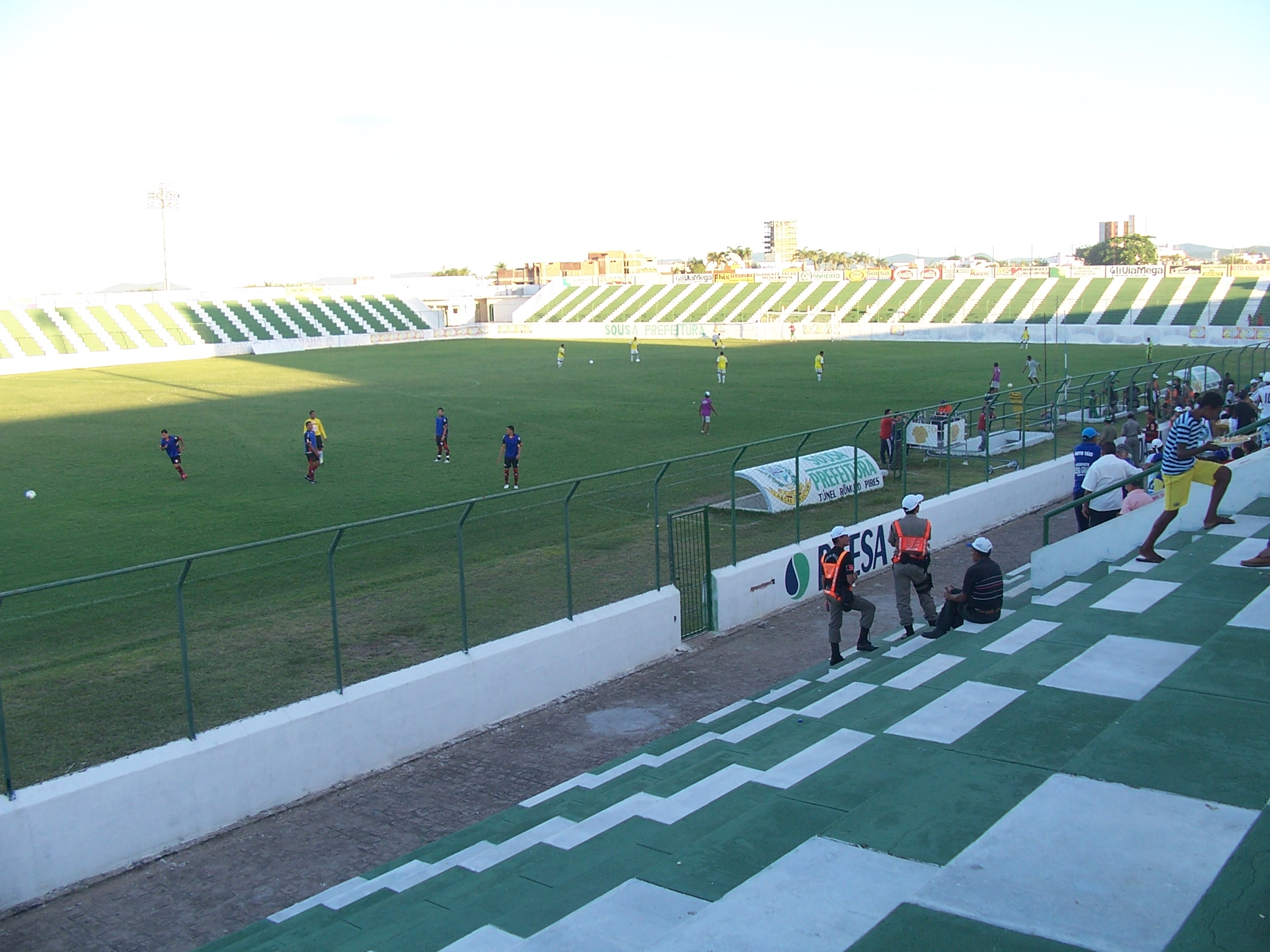
Marizão
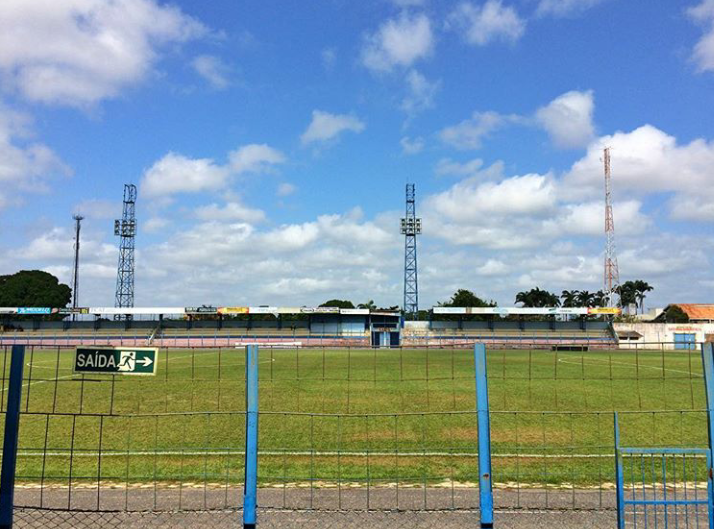
Modelão
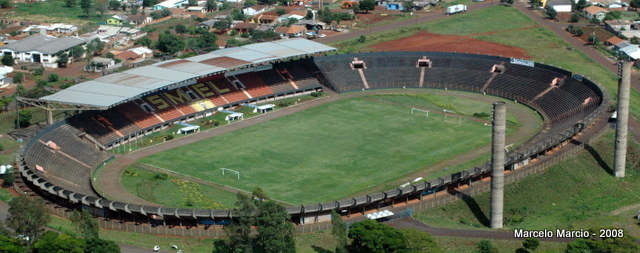
Olímpico Regional
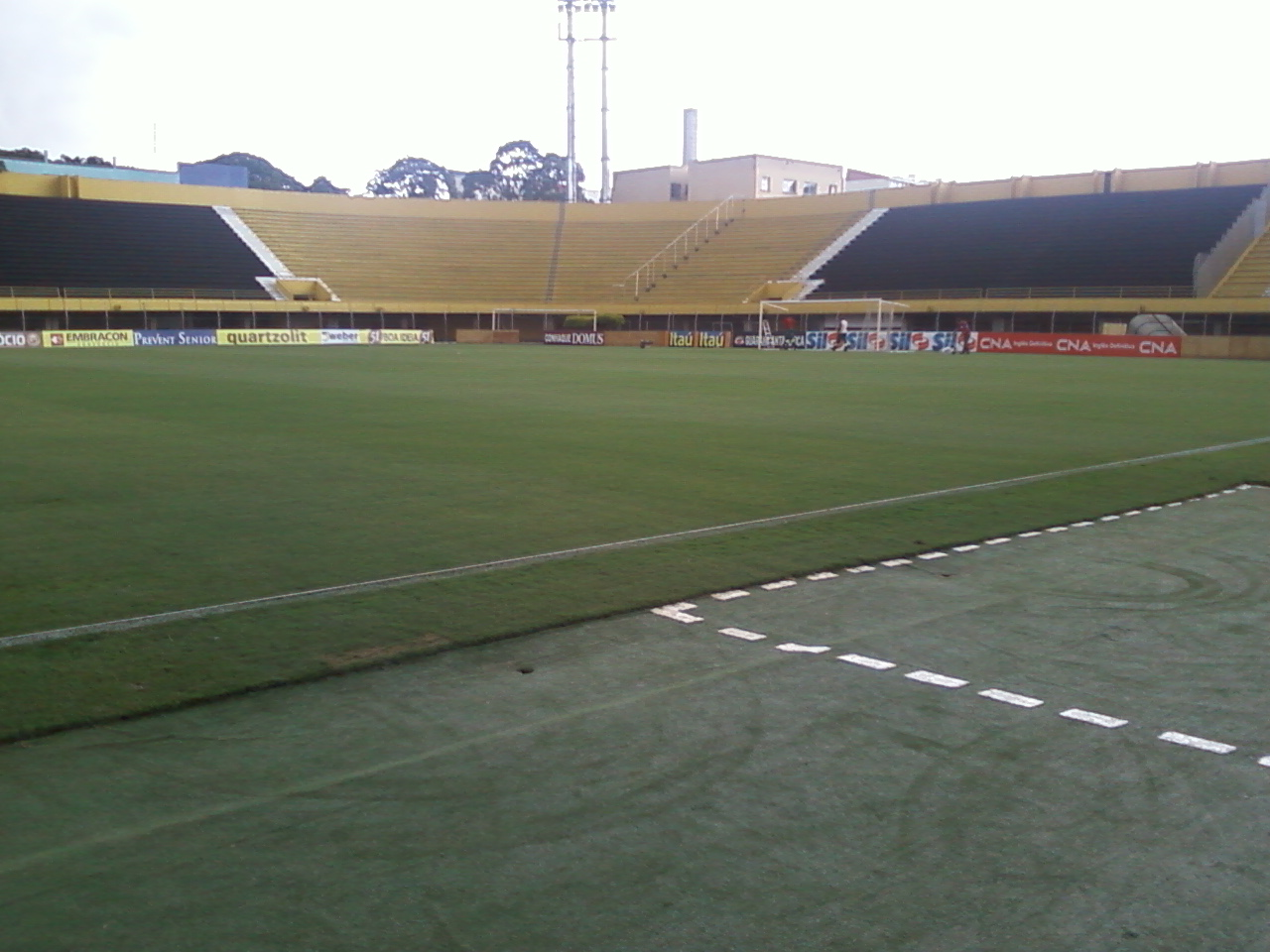
Primeiro de Maio
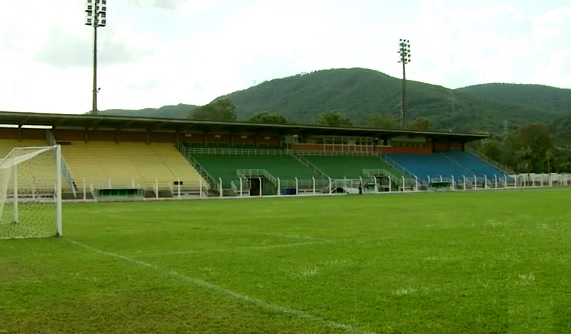
Ronaldão
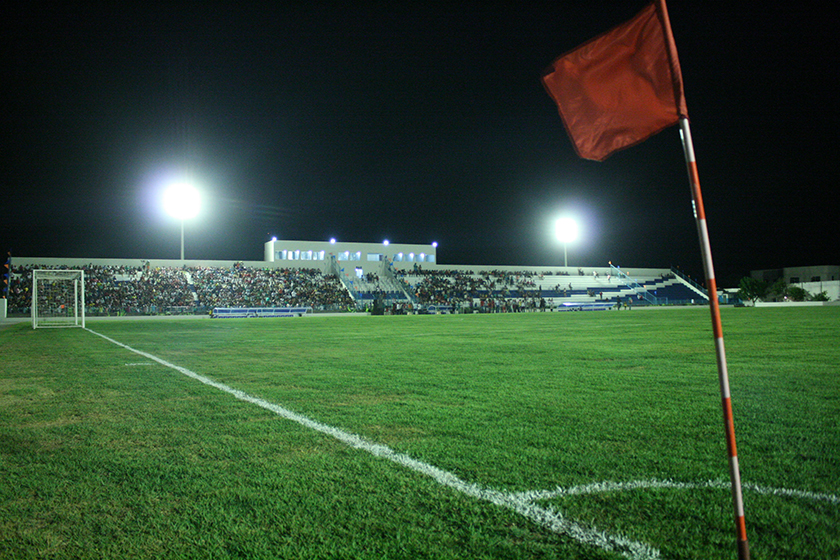
Valfredão
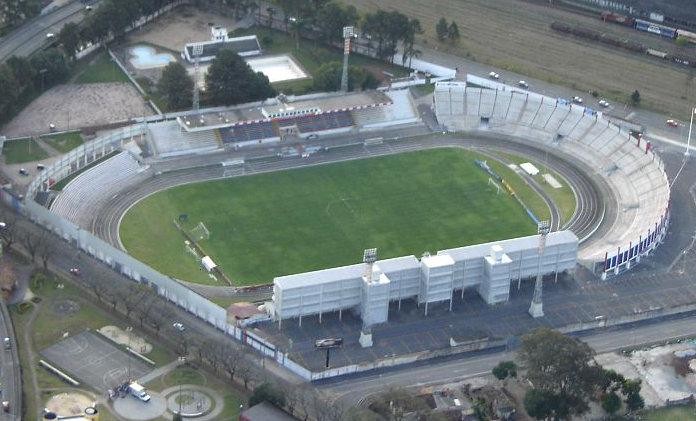
Vila Capanema
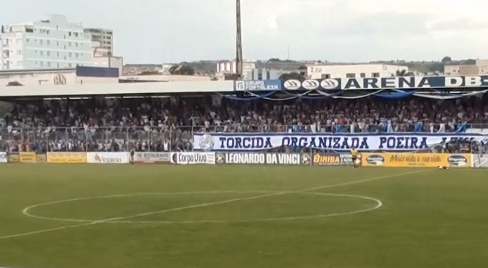
Zama Maciel
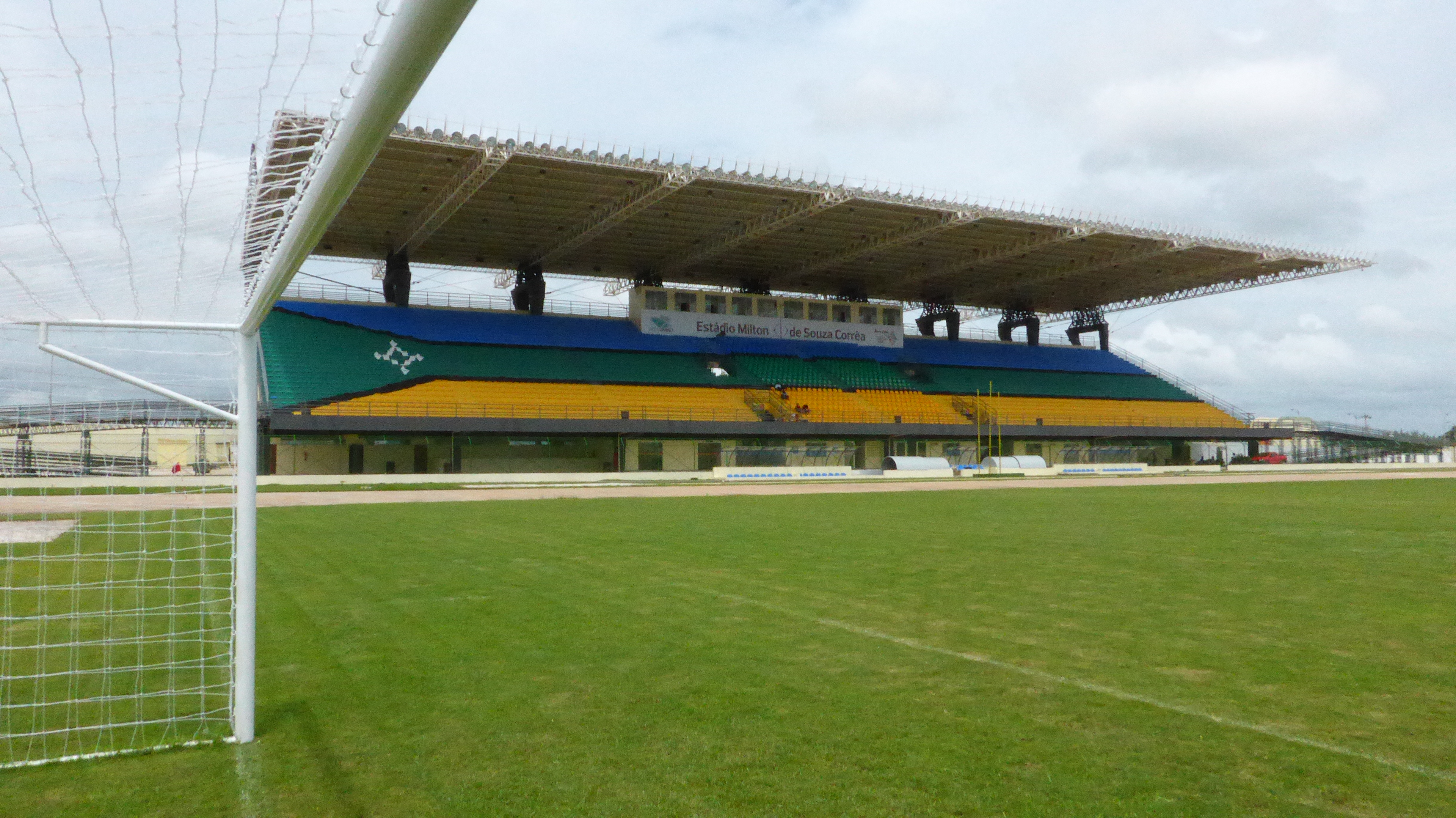
Zerão

### Outros estádios
Além dos estádios de mando usual, outros estádios foram utilizados devido a punições de perda de mando de campo impostas pelo Superior Tribunal de Justiça Desportiva ou por conta de problemas de interdição dos estádios usuais ou simplesmente por opção dos clubes em mandar seus jogos em outros locais, geralmente buscando uma melhor renda.

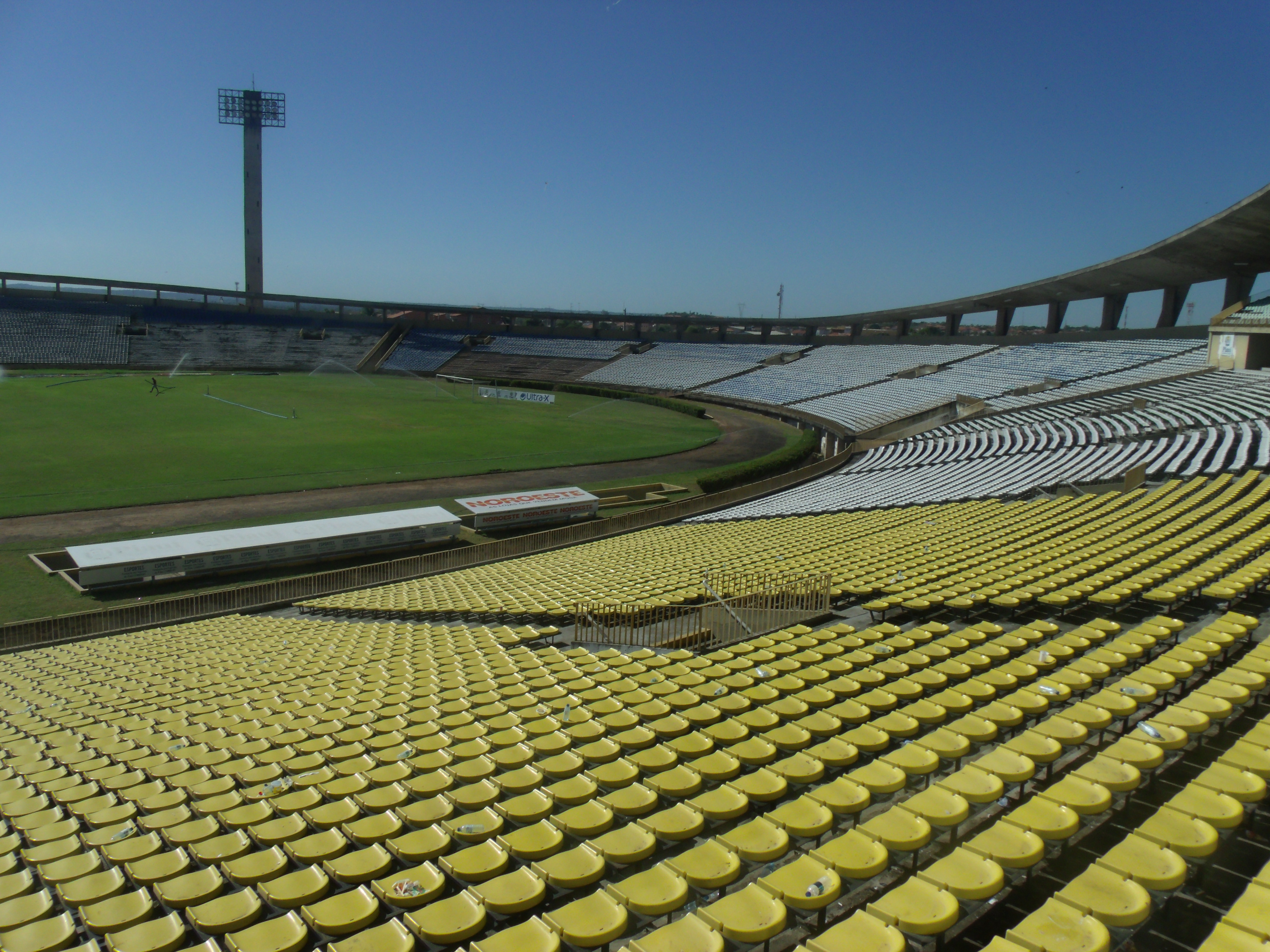
Albertão (Teresina)
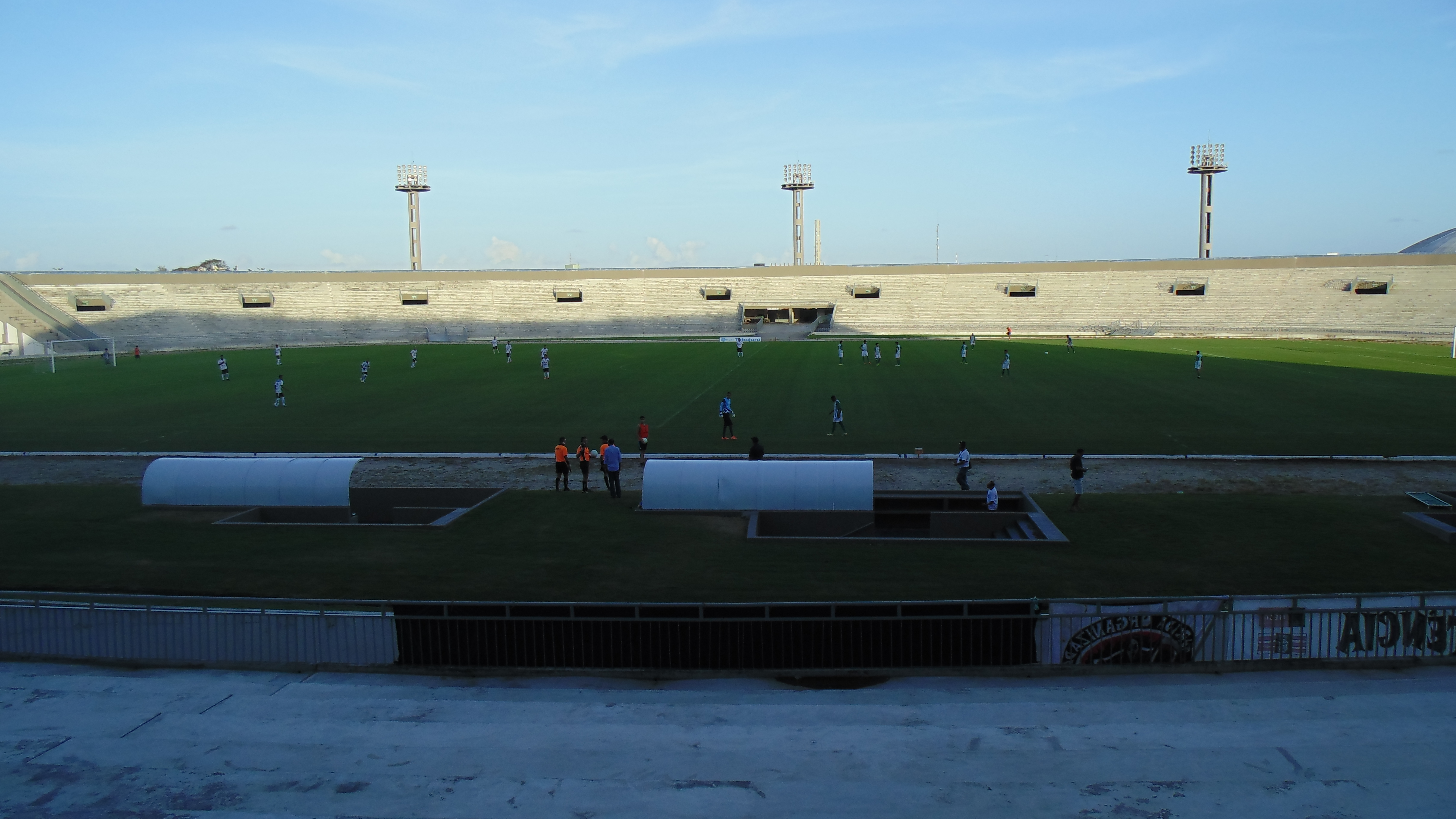
Almeidão (João Pessoa)
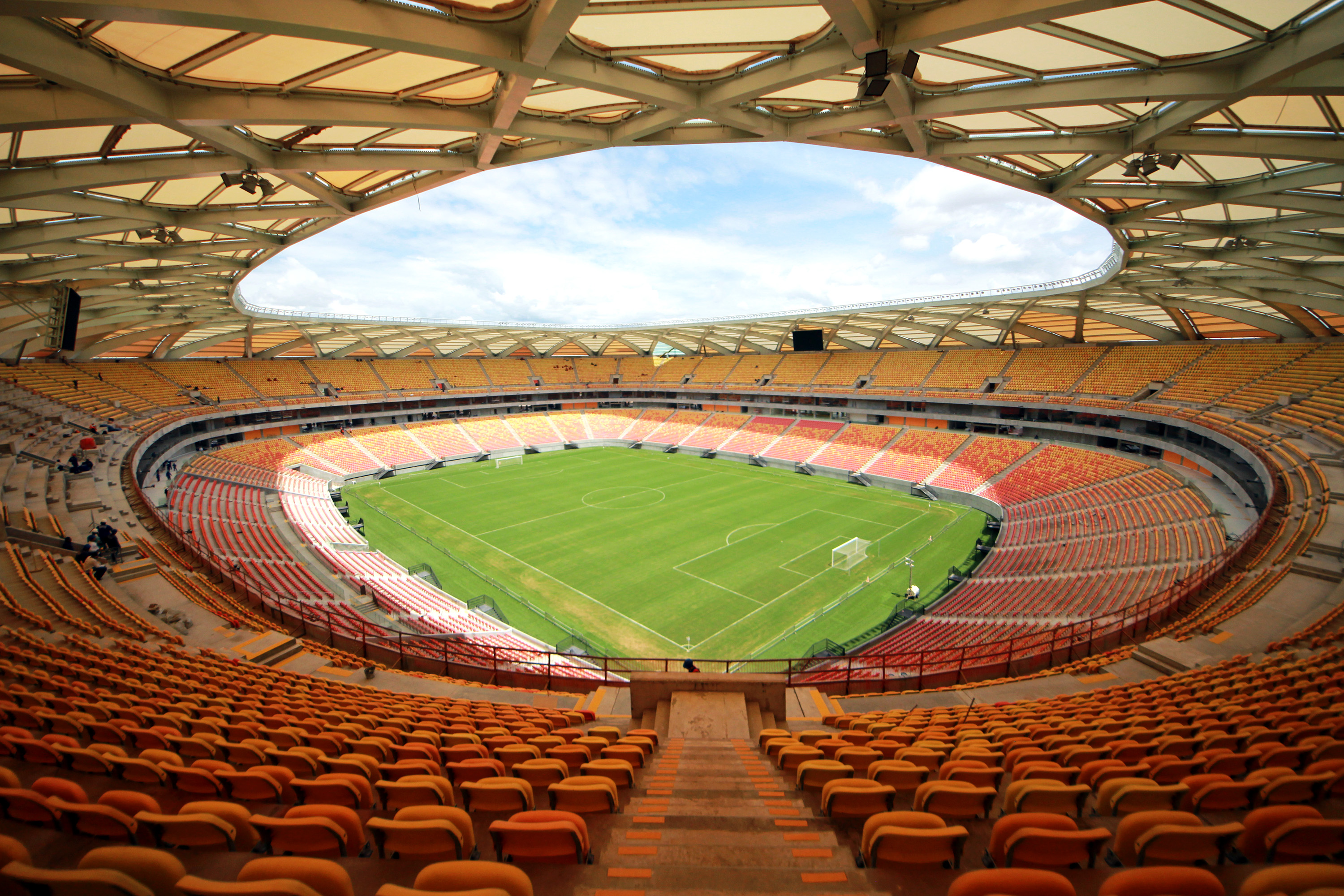
Arena da Amazônia (Manaus)
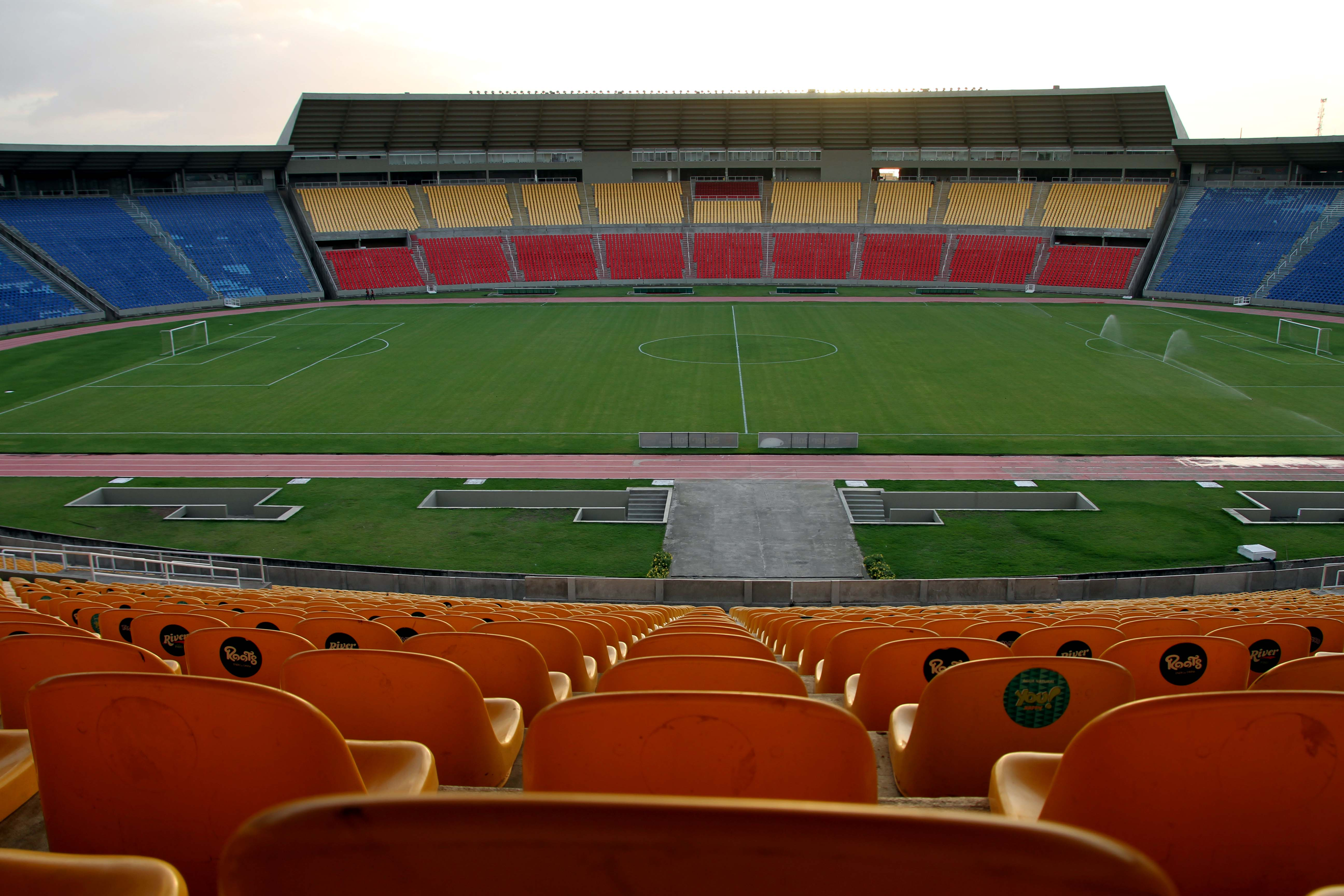
Castelão (São Luís)
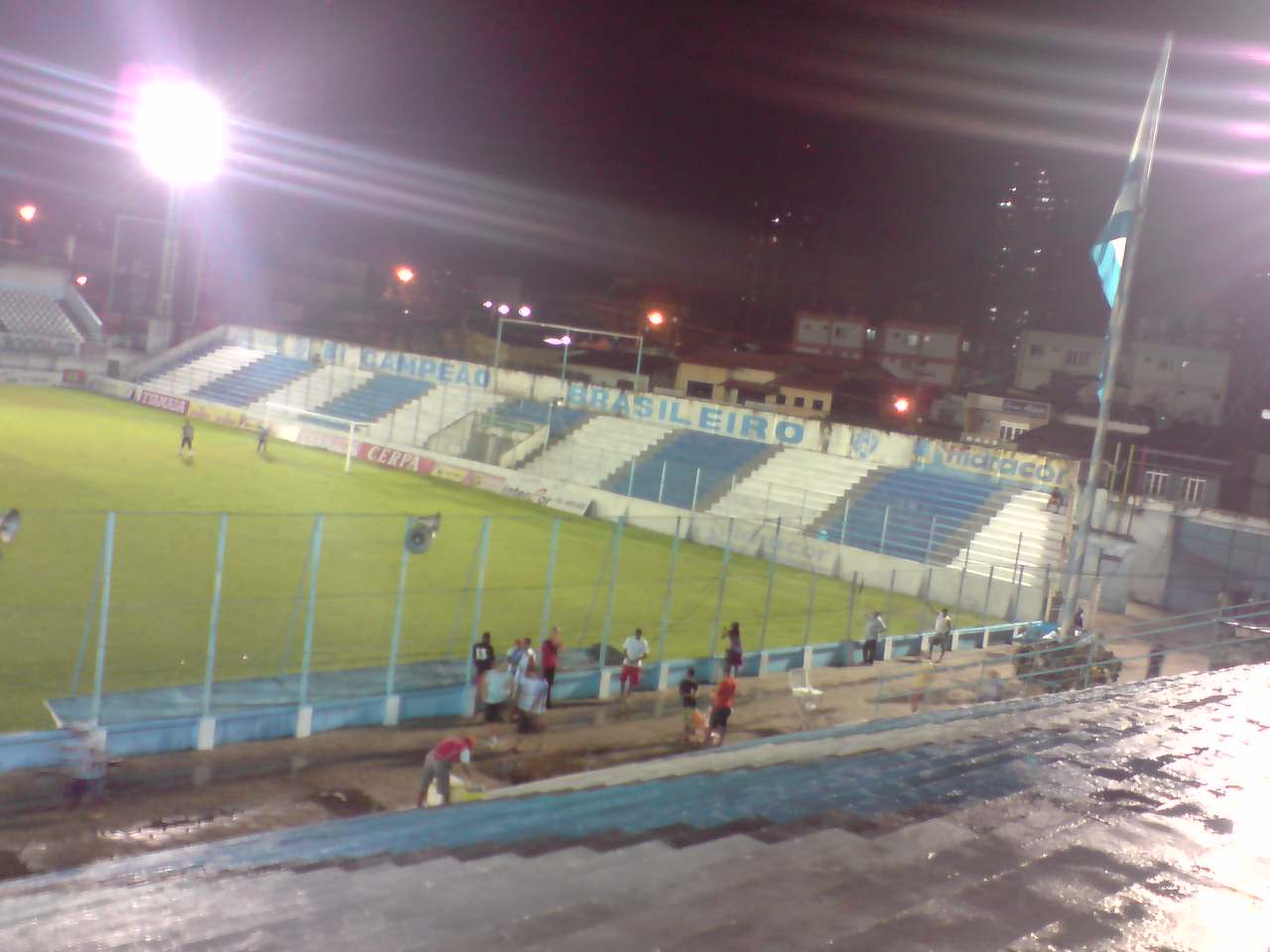
Curuzu (Belém)
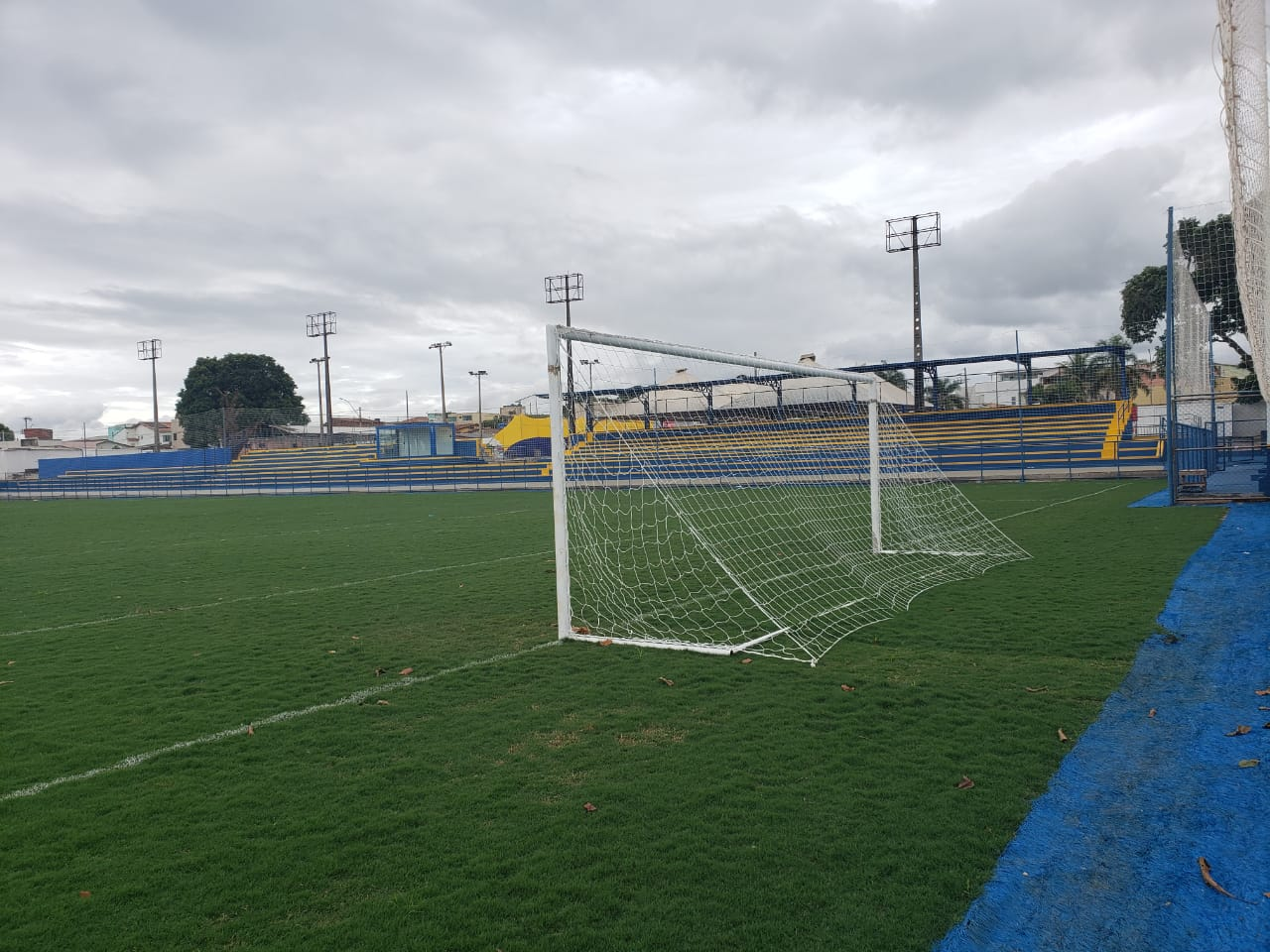
Defelê (Brasília)
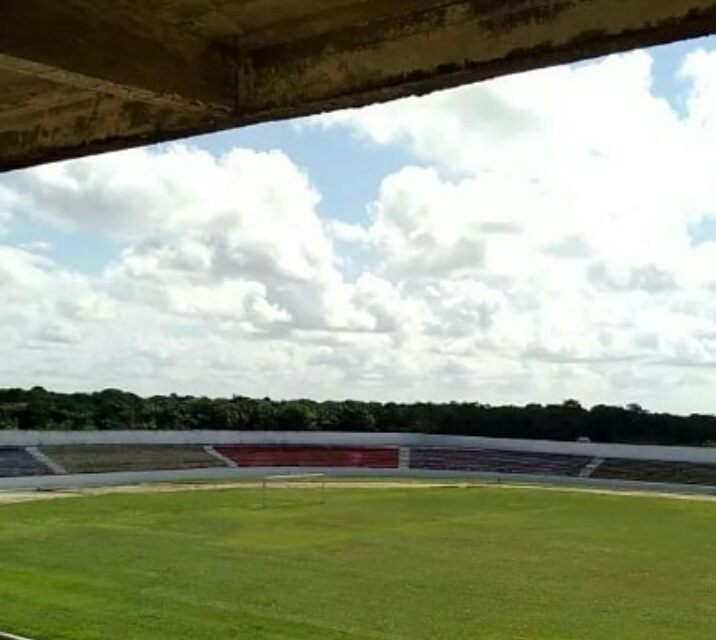
Diogão (Bragança)
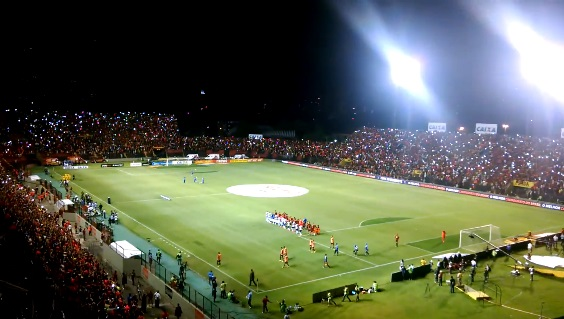
Ilha do Retiro (Recife)
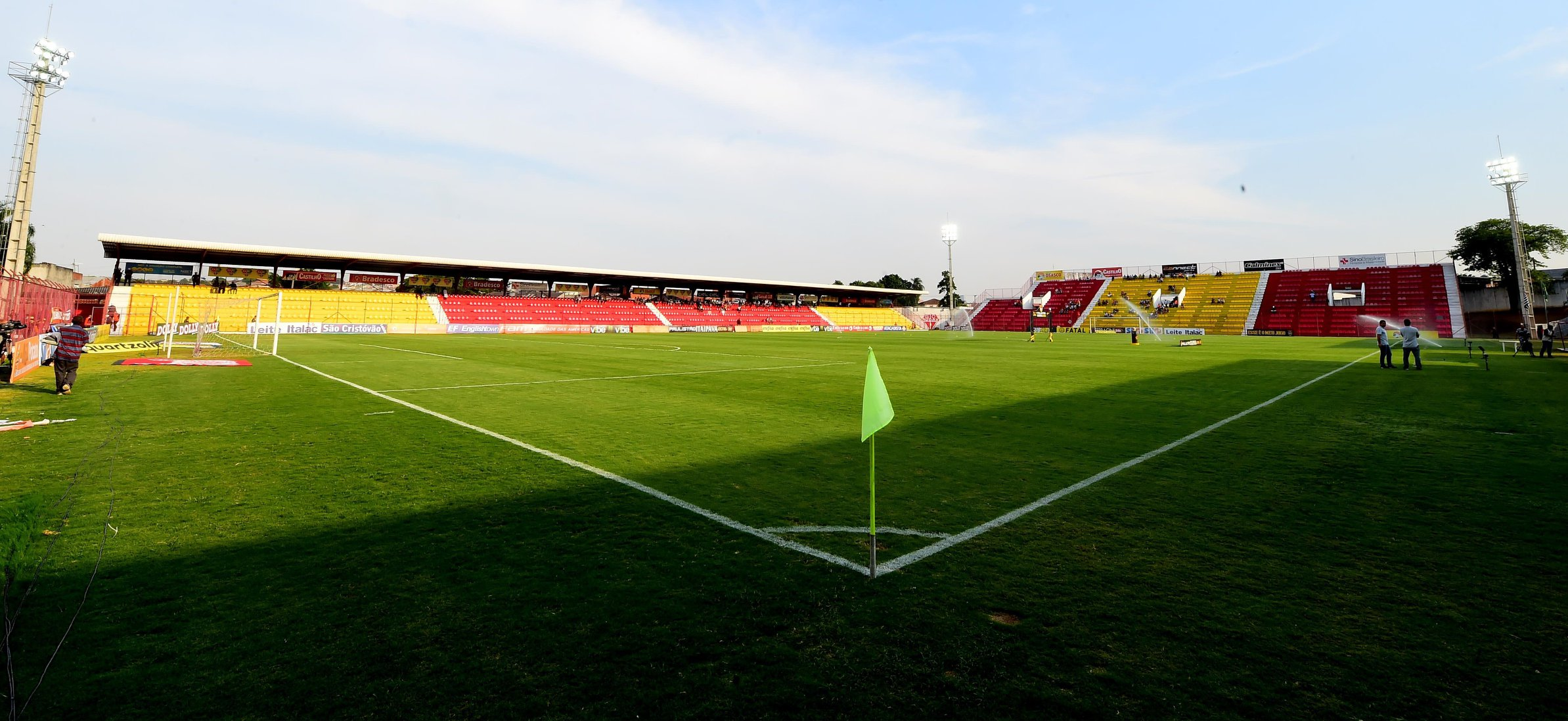
José Liberatti (Osasco)
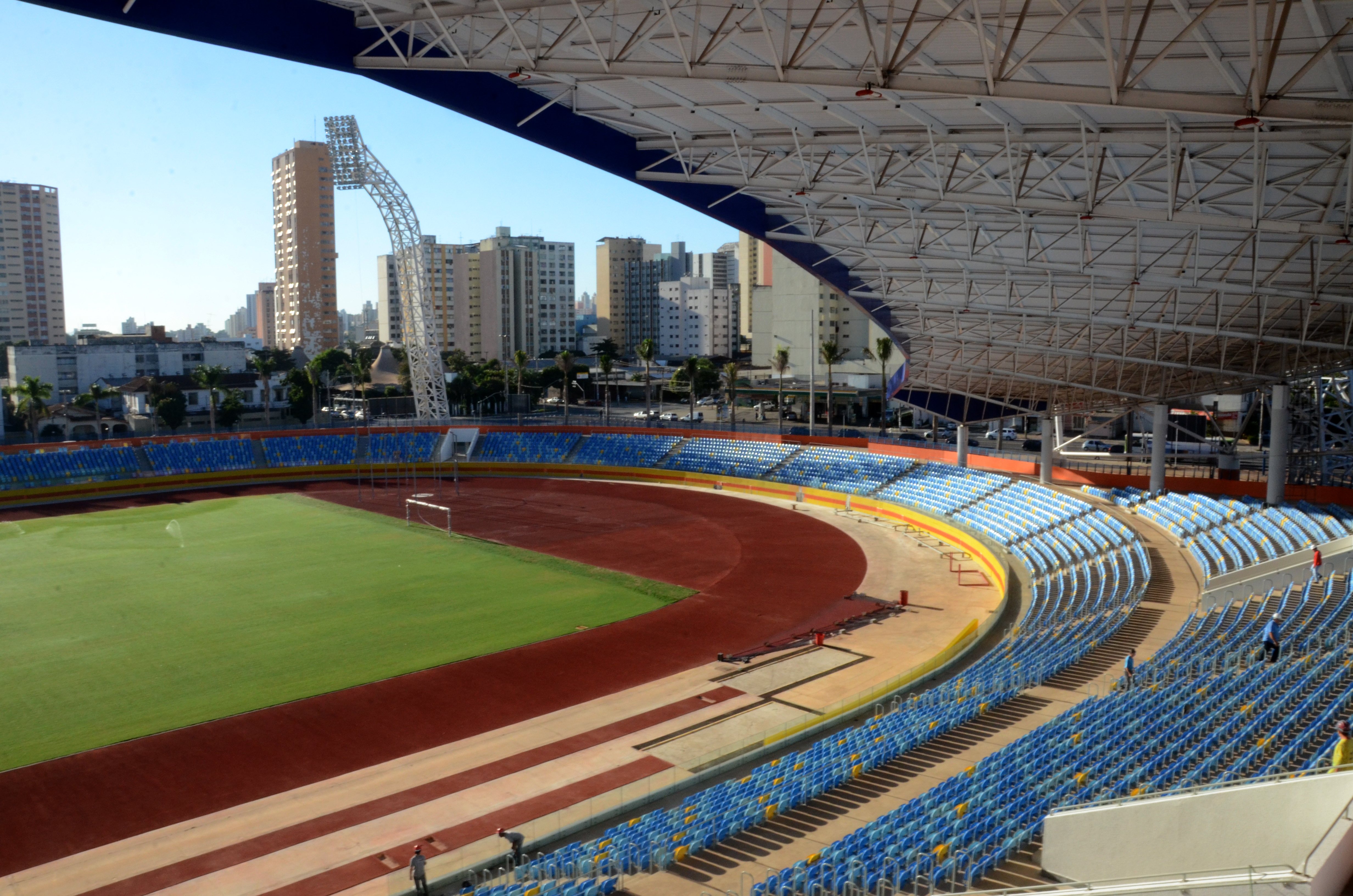
Olímpico (Goiânia)

Ainda foram utilizados o Carlos Zamith (Manaus), o Estádio da Montanha (Nova Veneza), o Inaldão (Barbalha) e a Vila Olímpica (Boa Vista).

## Transmissão
Apenas dois dias do início da Série D, a plataforma russa de streaming InStat TV fechou um acordo de três temporadas com a CBF para exibir a competição com exclusividade, encerrando assim as transmissões na Eleven Sports e na TV Brasil. A princípio, as quatro primeiras rodadas da edição de 2022 seriam transmitidas gratuitamente. A plataforma explicitou a intenção de implementar o serviço de pay-per-view a partir da 5ª rodada da fase de grupos, sem transmissão gratuita do torneio, o que aconteceu de fato a partir da 7ª rodada.
Durante a primeira rodada da competição, apenas metade das partidas foram transmitidas na plataforma, e vários espectadores reclamaram de diversos aspectos das transmissões, como partidas sem narração, gravações de baixa qualidade, partidas tendo suas transmissões iniciando com atraso e problemas com o site da InStat TV, problemas esses que persistiram para as rodadas seguintes. O PROCON notificou a CBF sobre a contratação da InstatTV, referente aos valores cobrados para assinatura e falhas na transmissão dos jogos da série D do Campeonato Brasileiro.

## Primeira fase
Em caso de empate por pontos entre dois ou mais clubes, os critérios de desempate são aplicados na seguinte ordem:
1. Número de vitórias;
2. Saldo de gols;
3. Gols pró (marcados);
4. Confronto direto;
5. Menor número de cartões vermelhos;
6. Menor número de cartões amarelos;
7. Sorteio.

### Grupo A1
|  | v d e |

| Pos. | Equipes         | P  | J  | V | E | D  | GP | GC | SG  | %  | M       | Classificação                |
| ---- | --------------- | -- | -- | - | - | -- | -- | -- | --- | -- | ------- | ---------------------------- |
| 1    | Amazonas        | 31 | 14 | 9 | 4 | 1  | 37 | 12 | +25 | 74 | Estável | Classificados à próxima fase |
| 2    | Rio Branco-AC   | 27 | 14 | 8 | 3 | 3  | 24 | 11 | +13 | 64 | Estável | Classificados à próxima fase |
| 3    | São Raimundo-AM | 24 | 14 | 6 | 6 | 2  | 19 | 11 | +8  | 57 | Estável | Classificados à próxima fase |
| 4    | São Raimundo-RR | 23 | 14 | 6 | 5 | 3  | 21 | 14 | +7  | 55 | Estável | Classificados à próxima fase |
| 5    | Porto Velho     | 21 | 14 | 6 | 3 | 5  | 28 | 20 | +8  | 50 | Estável |                              |
| 6    | Trem            | 16 | 14 | 4 | 4 | 6  | 29 | 27 | +2  | 38 | Estável |                              |
| 7    | Humaitá         | 6  | 14 | 1 | 3 | 10 | 11 | 32 | –21 | 14 | Estável |                              |
| 8    | Náutico-RR      | 5  | 14 | 1 | 2 | 11 | 15 | 57 | –42 | 12 | Estável |                              |

|                 | AMA | HUM | NFC  | PVE | RBA | SRA | SRR | TRM |
| --------------- | --- | --- | ---- | --- | --- | --- | --- | --- |
| Amazonas        | —   | 6–0 | 3–0  | 1–2 | 3–1 | 2–2 | 1–1 | 4–1 |
| Humaitá         | 0–1 | —   | 1–1  | 2–4 | 1–2 | 0–1 | 2–1 | 0–0 |
| Náutico-RR      | 0–6 | 4–2 | —    | 0–3 | 1–4 | 1–2 | 1–1 | 3–5 |
| Porto Velho     | 1–3 | 3–2 | 8–0  | —   | 0–1 | 1–1 | 0–1 | 1–4 |
| Rio Branco-AC   | 2–2 | 2–0 | 5–0  | 1–0 | —   | 1–0 | 0–0 | 3–0 |
| São Raimundo-AM | 1–1 | 0–0 | 5–1  | 0–1 | 1–0 | —   | 2–1 | 3–1 |
| São Raimundo-RR | 1–2 | 5–0 | 2–1  | 2–2 | 1–0 | 1–1 | —   | 2–1 |
| Trem            | 0–2 | 2–1 | 10–2 | 2–2 | 2–2 | 0–0 | 1–2 | —   |

     Vitória do mandante
     Vitória do visitante
     Empate

### Grupo A2
|  | v d e |

| Pos. | Equipes         | P  | J  | V | E | D | GP | GC | SG  | %  | M       | Classificação                |
| ---- | --------------- | -- | -- | - | - | - | -- | -- | --- | -- | ------- | ---------------------------- |
| 1    | Moto Club       | 28 | 14 | 9 | 1 | 4 | 24 | 14 | +10 | 67 | Estável | Classificados à próxima fase |
| 2    | Tocantinópolis  | 22 | 14 | 6 | 4 | 4 | 23 | 21 | +2  | 52 | Estável | Classificados à próxima fase |
| 3    | Pacajus         | 20 | 14 | 5 | 5 | 4 | 15 | 13 | +2  | 48 | 2       | Classificados à próxima fase |
| 4    | Juventude Samas | 20 | 14 | 5 | 5 | 4 | 14 | 14 | 0   | 48 | 2       | Classificados à próxima fase |
| 5    | Fluminense-PI   | 17 | 14 | 4 | 5 | 5 | 23 | 19 | +4  | 40 | 2       |                              |
| 6    | Castanhal       | 17 | 14 | 4 | 5 | 5 | 16 | 15 | +1  | 40 | 2       |                              |
| 7    | Tuna Luso       | 13 | 14 | 3 | 4 | 7 | 12 | 25 | –13 | 31 | 1       |                              |
| 8    | 4 de Julho      | 13 | 14 | 2 | 7 | 5 | 13 | 19 | –6  | 31 | 1       |                              |

|                | 4JU | CAS | FEC | SEJ | MOT | PAC | TCP | TUN |
| -------------- | --- | --- | --- | --- | --- | --- | --- | --- |
| 4 de Julho     | —   | 0–3 | 1–2 | 2–2 | 2–1 | 1–1 | 2–2 | 3–0 |
| Castanhal      | 0–0 | —   | 2–2 | 0–0 | 3–0 | 1–1 | 2–1 | 0–0 |
| Fluminense-PI  | 0–0 | 3–1 | —   | 1–2 | 2–3 | 1–2 | 4–0 | 0–0 |
| Juventude-MA   | 0–0 | 1–0 | 2–4 | —   | 0–1 | 0–1 | 0–0 | 2–2 |
| Moto Club      | 3–0 | 2–0 | 3–2 | 3–0 | —   | 1–1 | 1–2 | 2–0 |
| Pacajus        | 3–1 | 1–0 | 0–0 | 0–1 | 0–2 | —   | 2–3 | 2–0 |
| Tocantinópolis | 0–0 | 4–1 | 2–1 | 0–1 | 2–0 | 1–1 | —   | 3–1 |
| Tuna Luso      | 2–1 | 0–3 | 1–1 | 0–3 | 0–2 | 1–0 | 5–3 | —   |

     Vitória do mandante
     Vitória do visitante
     Empate

### Grupo A3
|  | v d e |

| Pos. | Equipes           | P  | J  | V  | E | D  | GP | GC | SG  | %  | M       | Classificação                |
| ---- | ----------------- | -- | -- | -- | - | -- | -- | -- | --- | -- | ------- | ---------------------------- |
| 1    | Retrô             | 33 | 14 | 10 | 3 | 1  | 27 | 6  | +21 | 79 | Estável | Classificados à próxima fase |
| 2    | América de Natal  | 24 | 14 | 6  | 6 | 2  | 20 | 7  | +13 | 57 | 2       | Classificados à próxima fase |
| 3    | Sousa             | 23 | 14 | 7  | 2 | 5  | 18 | 17 | +1  | 55 | 1       | Classificados à próxima fase |
| 4    | Afogados          | 22 | 14 | 6  | 4 | 4  | 23 | 12 | +11 | 52 | 1       | Classificados à próxima fase |
| 5    | Icasa             | 22 | 14 | 6  | 4 | 4  | 16 | 18 | –2  | 52 | 2       |                              |
| 6    | São Paulo Crystal | 13 | 14 | 3  | 4 | 7  | 13 | 26 | –13 | 31 | Estável |                              |
| 7    | Globo             | 12 | 14 | 3  | 3 | 8  | 14 | 17 | –3  | 29 | Estável |                              |
| 8    | Crato             | 5  | 14 | 1  | 2 | 11 | 5  | 33 | –28 | 12 | Estável |                              |

|                   | AFO | AMN | CRA | GLO | ICA | RET | SPC | SOU |
| ----------------- | --- | --- | --- | --- | --- | --- | --- | --- |
| Afogados          | —   | 0–0 | 2–0 | 1–1 | 1–0 | 1–1 | 7–0 | 0–1 |
| América-RN        | 0–1 | —   | 8–1 | 1–0 | 3–0 | 0–0 | 0–0 | 2–1 |
| Crato             | 0–2 | 0–0 | —   | 2–1 | 0–1 | 1–5 | 1–1 | 0–1 |
| Globo             | 2–0 | 0–2 | 3–0 | —   | 1–1 | 1–2 | 1–2 | 0–0 |
| Icasa             | 2–5 | 1–1 | 3–0 | 1–0 | —   | 1–0 | 1–0 | 2–2 |
| Retrô             | 1–1 | 1–0 | 2–0 | 1–0 | 3–0 | —   | 3–0 | 1–0 |
| São Paulo Crystal | 1–0 | 1–1 | 2–0 | 2–3 | 1–1 | 1–4 | —   | 2–3 |
| Sousa             | 3–2 | 1–2 | 2–0 | 2–1 | 1–2 | 0–3 | 1–0 | —   |

     Vitória do mandante
     Vitória do visitante
     Empate

### Grupo A4
|  | v d e |

| Pos. | Equipes                | P  | J  | V | E | D | GP | GC | SG  | %  | M       | Classificação                |
| ---- | ---------------------- | -- | -- | - | - | - | -- | -- | --- | -- | ------- | ---------------------------- |
| 1    | ASA                    | 25 | 14 | 7 | 4 | 3 | 15 | 12 | +3  | 60 | 1       | Classificados à próxima fase |
| 2    | Lagarto                | 25 | 14 | 6 | 7 | 1 | 23 | 12 | +11 | 60 | 1       | Classificados à próxima fase |
| 3    | Jacuipense             | 21 | 14 | 5 | 6 | 3 | 19 | 15 | +4  | 50 | Estável | Classificados à próxima fase |
| 4    | Santa Cruz             | 19 | 14 | 5 | 4 | 5 | 14 | 15 | –1  | 45 | Estável | Classificados à próxima fase |
| 5    | Sergipe                | 18 | 14 | 4 | 6 | 4 | 14 | 12 | +2  | 43 | 1       |                              |
| 6    | Juazeirense            | 16 | 14 | 4 | 4 | 6 | 8  | 13 | –5  | 38 | 1       |                              |
| 7    | CSE                    | 14 | 14 | 3 | 5 | 6 | 19 | 22 | –3  | 33 | Estável |                              |
| 8    | Atlético de Alagoinhas | 10 | 14 | 2 | 4 | 8 | 13 | 24 | –11 | 24 | Estável |                              |

|             | ASA | AAL | CSE | JAC | JZE | LAG | STC | SER |
| ----------- | --- | --- | --- | --- | --- | --- | --- | --- |
| ASA         | —   | 1–0 | 2–3 | 1–1 | 1–0 | 1–1 | 2–0 | 1–0 |
| Atlético-BA | 0–3 | —   | 2–1 | 0–1 | 1–1 | 1–1 | 1–4 | 0–0 |
| CSE         | 0–1 | 2–1 | —   | 3–3 | 1–0 | 0–1 | 0–0 | 2–2 |
| Jacuipense  | 0–0 | 1–1 | 2–1 | —   | 1–2 | 2–2 | 2–0 | 1–1 |
| Juazeirense | 0–0 | 0–2 | 1–1 | 0–2 | —   | 1–0 | 1–0 | 1–0 |
| Lagarto     | 4–0 | 4–1 | 3–3 | 2–1 | 2–0 | —   | 0–0 | 2–1 |
| Santa Cruz  | 1–2 | 3–2 | 2–1 | 0–2 | 1–0 | 1–1 | —   | 1–0 |
| Sergipe     | 2–0 | 2–1 | 2–1 | 2–0 | 1–1 | 0–0 | 1–1 | —   |

| Vitória do mandante Vitória do visitante Empate | Em negrito os jogos "clássicos". |

### Grupo A5
|  | v d e |

| Pos. | Equipes         | P  | J  | V  | E | D  | GP | GC | SG  | %  | M       | Classificação                |
| ---- | --------------- | -- | -- | -- | - | -- | -- | -- | --- | -- | ------- | ---------------------------- |
| 1    | Brasiliense     | 33 | 14 | 10 | 3 | 1  | 22 | 10 | +12 | 79 | Estável | Classificados à próxima fase |
| 2    | Anápolis        | 25 | 14 | 7  | 4 | 3  | 17 | 11 | +6  | 59 | Estável | Classificados à próxima fase |
| 3    | Costa Rica      | 21 | 14 | 6  | 3 | 5  | 14 | 13 | +1  | 50 | Estável | Classificados à próxima fase |
| 4    | Operário VG     | 21 | 14 | 6  | 3 | 5  | 10 | 12 | –2  | 50 | Estável | Classificados à próxima fase |
| 5    | Ceilândia       | 20 | 14 | 6  | 2 | 6  | 15 | 12 | +3  | 48 | Estável |                              |
| 6    | Iporá           | 15 | 14 | 3  | 6 | 5  | 12 | 12 | 0   | 36 | Estável |                              |
| 7    | Grêmio Anápolis | 14 | 14 | 3  | 5 | 6  | 12 | 14 | –2  | 33 | Estável |                              |
| 8    | Ação            | 5  | 14 | 1  | 2 | 11 | 12 | 30 | –18 | 12 | Estável |                              |

|                 | AÇA | APS | BRS | CEI | CRC | GEA | IPO | OVG |
| --------------- | --- | --- | --- | --- | --- | --- | --- | --- |
| Ação            | —   | 2–3 | 0–2 | 2–1 | 2–2 | 1–3 | 1–2 | 1–2 |
| Anápolis        | 2–0 | —   | 0–2 | 2–0 | 1–0 | 0–1 | 1–0 | 0–1 |
| Brasiliense     | 2–1 | 1–1 | —   | 2–1 | 0–2 | 2–0 | 2–2 | 2–1 |
| Ceilândia       | 1–0 | 1–2 | 0–1 | —   | 1–0 | 1–0 | 0–0 | 3–0 |
| Costa Rica      | 2–0 | 1–1 | 0–1 | 0–3 | —   | 1–1 | 1–0 | 1–0 |
| Grêmio Anápolis | 4–1 | 1–3 | 1–2 | 0–0 | 1–2 | —   | 0–0 | 0–0 |
| Iporá           | 3–0 | 1–1 | 1–1 | 2–1 | 1–2 | 0–0 | —   | 0–1 |
| Operário VG     | 1–1 | 0–0 | 0–2 | 1–2 | 1–0 | 1–0 | 1–0 | —   |

     Vitória do mandante
     Vitória do visitante
     Empate

### Grupo A6
|  | v d e |

| Pos. | Equipes          | P  | J  | V | E | D  | GP | GC | SG  | %  | M       | Classificação                |
| ---- | ---------------- | -- | -- | - | - | -- | -- | -- | --- | -- | ------- | ---------------------------- |
| 1    | Pouso Alegre     | 26 | 14 | 7 | 5 | 2  | 12 | 9  | +3  | 62 | Estável | Classificados à próxima fase |
| 2    | Bahia de Feira   | 24 | 14 | 6 | 6 | 2  | 17 | 8  | +9  | 57 | Estável | Classificados à próxima fase |
| 3    | Real Noroeste    | 23 | 14 | 6 | 5 | 3  | 19 | 13 | +6  | 55 | Estável | Classificados à próxima fase |
| 4    | Nova Venécia     | 22 | 14 | 5 | 7 | 2  | 19 | 13 | +6  | 52 | Estável | Classificados à próxima fase |
| 5    | Inter de Limeira | 17 | 14 | 4 | 5 | 5  | 16 | 16 | 0   | 41 | Estável |                              |
| 6    | Ferroviária      | 16 | 14 | 4 | 4 | 6  | 15 | 14 | +1  | 38 | Estável |                              |
| 7    | URT              | 16 | 14 | 4 | 4 | 6  | 13 | 26 | –13 | 38 | Estável |                              |
| 8    | Caldense         | 5  | 14 | 1 | 2 | 11 | 8  | 20 | –12 | 12 | Estável |                              |

|                  | BFE | CAL | FER | ITL | NVE | POU | RNO | URT |
| ---------------- | --- | --- | --- | --- | --- | --- | --- | --- |
| Bahia de Feira   | —   | 1–0 | 0–0 | 0–1 | 1–1 | 2–0 | 2–2 | 0–1 |
| Caldense         | 0–2 | —   | 1–2 | 0–0 | 1–2 | 0–1 | 0–1 | 1–1 |
| Ferroviária      | 0–2 | 1–0 | —   | 1–1 | 0–0 | 0–1 | 1–2 | 8–0 |
| Inter de Limeira | 0–1 | 0–1 | 0–1 | —   | 2–1 | 3–0 | 1–3 | 1–0 |
| Nova Venécia     | 0–0 | 3–1 | 2–1 | 2–2 | —   | 1–1 | 2–1 | 1–1 |
| Pouso Alegre     | 0–0 | 1–0 | 0–0 | 2–1 | 1–1 | —   | 2–1 | 2–0 |
| Real Noroeste    | 1–1 | 2–1 | 3–0 | 2–2 | 1–0 | 0–0 | —   | 0–0 |
| URT              | 2–5 | 3–2 | 2–0 | 2–2 | 0–3 | 0–1 | 1–0 | —   |

     Vitória do mandante
     Vitória do visitante
     Empate

### Grupo A7
|  | v d e |

| Pos. | Equipes        | P  | J  | V | E | D | GP | GC | SG  | %  | M       | Classificação                |
| ---- | -------------- | -- | -- | - | - | - | -- | -- | --- | -- | ------- | ---------------------------- |
| 1    | São Bernardo   | 27 | 14 | 7 | 6 | 1 | 13 | 3  | +10 | 64 | Estável | Classificados à próxima fase |
| 2    | Paraná         | 23 | 14 | 6 | 5 | 3 | 13 | 8  | +5  | 55 | Estável | Classificados à próxima fase |
| 3    | Portuguesa-RJ  | 21 | 14 | 5 | 6 | 3 | 13 | 10 | +3  | 50 | Estável | Classificados à próxima fase |
| 4    | Oeste          | 20 | 14 | 5 | 5 | 4 | 14 | 15 | –1  | 48 | Estável | Classificados à próxima fase |
| 5    | Nova Iguaçu    | 20 | 14 | 5 | 5 | 4 | 13 | 14 | –1  | 48 | Estável |                              |
| 6    | Santo André    | 15 | 14 | 4 | 3 | 7 | 12 | 13 | –1  | 36 | 1       |                              |
| 7    | Cianorte       | 14 | 14 | 3 | 5 | 6 | 14 | 15 | –1  | 33 | 1       |                              |
| 8    | Pérolas Negras | 8  | 14 | 1 | 5 | 8 | 9  | 23 | –14 | 19 | Estável |                              |

|                | CIA | NVG | OES | PAR | PNE | AAP | STA | SBE |
| -------------- | --- | --- | --- | --- | --- | --- | --- | --- |
| Cianorte       | —   | 0–1 | 1–2 | 0–1 | 2–2 | 1–1 | 1–1 | 0–1 |
| Nova Iguaçu    | 1–3 | —   | 2–1 | 1–1 | 1–1 | 0–2 | 2–1 | 0–0 |
| Oeste          | 2–1 | 1–1 | —   | 0–0 | 0–1 | 2–1 | 2–0 | 0–0 |
| Paraná         | 1–2 | 2–1 | 0–1 | —   | 2–0 | 2–0 | 1–0 | 0–0 |
| Pérolas Negras | 0–2 | 0–1 | 2–2 | 0–1 | —   | 1–1 | 1–2 | 0–0 |
| Portuguesa-RJ  | 0–0 | 1–1 | 1–1 | 1–0 | 2–1 | —   | 1–0 | 2–0 |
| Santo André    | 1–1 | 0–1 | 2–0 | 1–1 | 3–0 | 1–0 | —   | 0–1 |
| São Bernardo   | 1–0 | 1–0 | 3–0 | 1–1 | 4–0 | 0–0 | 1–0 | —   |

| Vitória do mandante Vitória do visitante Empate | Em negrito os jogos "clássicos". |

### Grupo A8
|  | v d e |

| Pos. | Equipes             | P  | J  | V | E | D  | GP | GC | SG  | %  | M       | Classificação                |
| ---- | ------------------- | -- | -- | - | - | -- | -- | -- | --- | -- | ------- | ---------------------------- |
| 1    | Caxias              | 27 | 14 | 8 | 3 | 3  | 20 | 12 | +8  | 64 | Estável | Classificados à próxima fase |
| 2    | Aimoré              | 27 | 14 | 8 | 3 | 3  | 17 | 14 | +3  | 64 | 1       | Classificados à próxima fase |
| 3    | FC Cascavel         | 25 | 14 | 7 | 4 | 3  | 16 | 10 | +6  | 59 | 1       | Classificados à próxima fase |
| 4    | Azuriz              | 24 | 14 | 7 | 3 | 4  | 17 | 12 | +5  | 57 | 2       | Classificados à próxima fase |
| 5    | São Luiz            | 18 | 14 | 4 | 6 | 4  | 18 | 17 | +1  | 43 | Estável |                              |
| 6    | Marcílio Dias       | 14 | 14 | 4 | 2 | 8  | 14 | 20 | –6  | 33 | Estável |                              |
| 7    | Juventus de Jaraguá | 12 | 14 | 2 | 6 | 6  | 11 | 17 | –6  | 29 | Estável |                              |
| 8    | Próspera            | 6  | 14 | 1 | 3 | 10 | 9  | 20 | –11 | 14 | Estável |                              |

|               | AIM | AZU | CAX | FCC | GEJ | MDI | PRO | SLU |
| ------------- | --- | --- | --- | --- | --- | --- | --- | --- |
| Aimoré        | —   | 0–0 | 1–1 | 0–1 | 2–0 | 3–2 | 1–0 | 2–1 |
| Azuriz        | 3–0 | —   | 1–0 | 3–2 | 0–2 | 1–0 | 0–0 | 1–2 |
| Caxias        | 4–2 | 1–0 | —   | 0–0 | 1–0 | 3–1 | 1–0 | 2–1 |
| FC Cascavel   | 0–1 | 0–2 | 2–0 | —   | 1–0 | 3–0 | 1–0 | 2–1 |
| Juventus-SC   | 0–0 | 2–2 | 0–3 | 1–1 | —   | 1–0 | 0–1 | 1–1 |
| Marcílio Dias | 2–3 | 0–1 | 2–1 | 1–1 | 2–1 | —   | 2–0 | 1–1 |
| Próspera      | 0–1 | 1–3 | 1–2 | 1–2 | 1–1 | 0–1 | —   | 2–2 |
| São Luiz      | 0–1 | 2–0 | 1–1 | 0–0 | 2–2 | 1–0 | 3–2 | —   |

     Vitória do mandante
     Vitória do visitante
     Empate

### Desempenho por rodada
Clubes que lideraram cada grupo ao final de cada rodada:
|          | 1   | 2   | 3   | 4   | 5   | 6   | 7   | 8   | 9   | 10  | 11  | 12  | 13  | 14  |
| Grupo A1 | PVE | PVE | AMA | AMA | AMA | AMA | AMA | AMA | AMA | AMA | AMA | AMA | AMA | AMA |
| Grupo A2 | CAS | FEC | FEC | MOT | MOT | MOT | MOT | MOT | MOT | MOT | MOT | MOT | MOT | MOT |
| Grupo A3 | RET | RET | RET | RET | RET | RET | RET | RET | RET | RET | RET | RET | RET | RET |
| Grupo A4 | ASA | ASA | ASA | ASA | ASA | ASA | ASA | ASA | ASA | ASA | ASA | LAG | LAG | ASA |
| Grupo A5 | GEA | BRS | BRS | BRS | BRS | BRS | BRS | BRS | BRS | BRS | BRS | BRS | BRS | BRS |
| Grupo A6 | FER | FER | RNO | RNO | RNO | POU | POU | POU | NVE | NVE | NVE | POU | POU | POU |
| Grupo A7 | CIA | CIA | OES | SBE | SBE | SBE | SBE | SBE | SBE | SBE | SBE | SBE | SBE | SBE |
| Grupo A8 | AIM | AIM | FCC | FCC | FCC | FCC | AZU | AZU | AZU | AZU | AZU | AZU | CAX | CAX |

Clubes que ficaram na última posição de cada grupo ao final de cada rodada:
|          | 1   | 2   | 3   | 4   | 5   | 6   | 7   | 8   | 9   | 10  | 11  | 12  | 13  | 14  |
| Grupo A1 | NFC | NFC | HUM | TRM | NFC | NFC | NFC | NFC | NFC | NFC | NFC | NFC | NFC | NFC |
| Grupo A2 | MOT | TUN | TUN | TUN | TUN | TUN | TUN | TUN | TUN | TUN | TUN | TUN | TUN | 4JU |
| Grupo A3 | CRA | SOU | GLO | CRA | CRA | GLO | GLO | GLO | CRA | CRA | CRA | CRA | CRA | CRA |
| Grupo A4 | AAL | STC | STC | AAL | SER | SER | AAL | SER | AAL | SER | AAL | AAL | AAL | AAL |
| Grupo A5 | APS | AÇA | AÇA | AÇA | AÇA | AÇA | AÇA | AÇA | AÇA | AÇA | AÇA | AÇA | AÇA | AÇA |
| Grupo A6 | URT | URT | URT | CAL | CAL | CAL | CAL | CAL | CAL | CAL | CAL | CAL | CAL | CAL |
| Grupo A7 | NVG | PNE | PNE | AAP | PNE | AAP | AAP | AAP | PNE | PNE | PNE | PNE | PNE | PNE |
| Grupo A8 | PRO | PRO | GEJ | GEJ | GEJ | GEJ | GEJ | GEJ | GEJ | PRO | PRO | PRO | PRO | PRO |

## Segunda fase
Os cruzamentos para a segunda fase foram predefinidos por regulamento.
Em itálico, as equipes que possuem o mando de campo no primeiro jogo do confronto e em negrito as equipes classificadas.
| Equipe 1        | Total       | Equipe 2         | 1.º jogo | 2.º jogo |
| --------------- | ----------- | ---------------- | -------- | -------- |
| Juventude Samas | 1–2         | Amazonas         | 0–0      | 1–2      |
| São Raimundo-AM | 3–6         | Tocantinópolis   | 2–2      | 1–4      |
| São Raimundo-RR | 1–1 (7–8 p) | Moto Club        | 0–0      | 1–1      |
| Pacajus         | 1–1 (4–5 p) | Rio Branco-AC    | 1–1      | 0–0      |
| Santa Cruz      | 2–1         | Retrô            | 0–0      | 2–1      |
| Sousa           | 1–3         | Lagarto          | 0–1      | 1–2      |
| Afogados        | 1–4         | ASA              | 1–2      | 0–2      |
| Jacuipense      | 0–1         | América de Natal | 0–1      | 0–0      |
| Nova Venécia    | 4–2         | Brasiliense      | 3–1      | 1–1      |
| Costa Rica      | 1–2         | Bahia de Feira   | 0–0      | 1–2      |
| Operário VG     | 0–2         | Pouso Alegre     | 0–0      | 0–2      |
| Real Noroeste   | 5–5 (3–1 p) | Anápolis         | 5–2      | 0–3      |
| Azuriz          | 1–3         | São Bernardo     | 1–1      | 0–2      |
| Portuguesa-RJ   | 1–1 (4–3 p) | Aimoré           | 0–1      | 1–0      |
| Oeste           | 2–2 (5–6 p) | Caxias           | 1–1      | 1–1      |
| FC Cascavel     | 0–0 (4–5 p) | Paraná           | 0–0      | 0–0      |

## Terceira fase
Os cruzamentos para a terceira fase foram predefinidos por regulamento.
Em itálico, as equipes que possuem o mando de campo no primeiro jogo do confronto e em negrito as equipes classificadas.
| Equipe 1         | Total       | Equipe 2       | 1.º jogo | 2.º jogo |
| ---------------- | ----------- | -------------- | -------- | -------- |
| Lagarto          | 2–3         | Amazonas       | 1–1      | 1–2      |
| Santa Cruz       | 0–1         | Tocantinópolis | 0–0      | 0–1      |
| América de Natal | 3–1         | Moto Club      | 2–1      | 1–0      |
| Rio Branco-AC    | 0–0 (4–5 p) | ASA            | 0–0      | 0–0      |
| Portuguesa-RJ    | 4–3         | Nova Venécia   | 2–1      | 2–2      |
| Bahia de Feira   | 1–2         | São Bernardo   | 0–1      | 1–1      |
| Paraná           | 1–2         | Pouso Alegre   | 1–1      | 0–1      |
| Real Noroeste    | 1–1 (0–3 p) | Caxias         | 1–1      | 0–0      |

## Fase final
A partir da quarta fase (quartas de final) os cruzamentos entre as oito equipes classificadas são determinados de acordo com a melhor campanha, somando-se todas as fases anteriores; a equipe de melhor campanha enfrenta a equipe de pior campanha; a de segunda melhor campanha enfrenta a de segunda pior campanha, e assim sucessivamente. Para as semifinais os cruzamentos voltam a ser predefinidos, com a pontuação acumulada ao longo da competição servindo para definir os mandos de campo (equipes de melhor campanha sempre decidem o confronto em casa).
Tabela de classificação após a terceira fase
| Pos. | Equipes          | Pts | J  | V  | E | D | GP | GC | SG  |
| ---- | ---------------- | --- | -- | -- | - | - | -- | -- | --- |
| 1    | Amazonas         | 39  | 18 | 11 | 6 | 1 | 42 | 15 | +27 |
| 2    | São Bernardo     | 35  | 18 | 9  | 8 | 1 | 18 | 5  | +13 |
| 3    | América de Natal | 34  | 18 | 9  | 7 | 2 | 24 | 8  | +16 |
| 4    | Pouso Alegre     | 34  | 18 | 9  | 7 | 2 | 16 | 10 | +6  |
| 5    | ASA              | 33  | 18 | 9  | 6 | 3 | 19 | 13 | +6  |
| 6    | Caxias           | 31  | 18 | 8  | 7 | 3 | 23 | 15 | +8  |
| 7    | Tocantinópolis   | 30  | 18 | 8  | 6 | 4 | 30 | 24 | +6  |
| 8    | Portuguesa-RJ    | 28  | 18 | 7  | 7 | 4 | 18 | 14 | +4  |

Tabela de classificação após as quartas de final
| Pos. | Equipes          | Pts | J  | V  | E | D | GP | GC | SG  |
| ---- | ---------------- | --- | -- | -- | - | - | -- | -- | --- |
| 1    | Amazonas         | 43  | 20 | 12 | 7 | 1 | 46 | 18 | +28 |
| 2    | São Bernardo     | 41  | 20 | 11 | 8 | 1 | 23 | 5  | +18 |
| 3    | Pouso Alegre     | 40  | 20 | 11 | 7 | 2 | 19 | 10 | +9  |
| 4    | América de Natal | 37  | 20 | 10 | 7 | 3 | 27 | 10 | +17 |

Tabela de classificação após as semifinais
| Pos. | Equipes          | Pts | J  | V  | E | D | GP | GC | SG  |
| ---- | ---------------- | --- | -- | -- | - | - | -- | -- | --- |
| 1    | Pouso Alegre     | 46  | 22 | 13 | 7 | 2 | 21 | 10 | +11 |
| 2    | América de Natal | 43  | 22 | 12 | 7 | 3 | 30 | 10 | +20 |

Cruzamentos até a final
Em itálico, as equipes que possuem o mando de campo no primeiro jogo do confronto e em negrito as equipes classificadas.
|  | Quartas de final  | Quartas de final  | Quartas de final  | Quartas de final  |   |                  | Semifinais         | Semifinais         | Semifinais         | Semifinais         |  |                  | Final               | Final               | Final               | Final               |  |  |
|  | 20 a 28 de agosto | 20 a 28 de agosto | 20 a 28 de agosto | 20 a 28 de agosto |   |                  | 3 a 11 de setembro | 3 a 11 de setembro | 3 a 11 de setembro | 3 a 11 de setembro |  |                  | 18 e 25 de setembro | 18 e 25 de setembro | 18 e 25 de setembro | 18 e 25 de setembro |  |  |
|  |                   |                   |                   |                   |   |                  |                    |                    |                    |                    |  |                  |                     |                     |                     |                     |  |  |
|  | Caxias            | 1                 | 1                 | 2                 |   |                  |                    |                    |                    |                    |  |                  |                     |                     |                     |                     |  |  |
|  | América de Natal  | 0                 | 3                 | 3                 |   |                  |                    |                    |                    |                    |  |                  |                     |                     |                     |                     |  |  |
|  | América de Natal  | 0                 | 3                 | 3                 |   | América de Natal | 2                  | 1                  | 3                  |                    |  |                  |                     |                     |                     |                     |  |  |
|  |                   |                   |                   |                   |   | América de Natal | 2                  | 1                  | 3                  |                    |  |                  |                     |                     |                     |                     |  |  |
|  |                   | São Bernardo      | 0                 | 0                 | 0 |                  |                    |                    |                    |                    |  |                  |                     |                     |                     |                     |  |  |
|  | Tocantinópolis    | São Bernardo      | 0                 | 0                 | 0 | 0                | 0                  | 0                  |                    |                    |  |                  |                     |                     |                     |                     |  |  |
|  | Tocantinópolis    |                   |                   |                   |   | 0                | 0                  | 0                  |                    |                    |  |                  |                     |                     |                     |                     |  |  |
|  | São Bernardo      | 3                 | 2                 | 5                 |   |                  |                    |                    |                    |                    |  |                  |                     |                     |                     |                     |  |  |
|  | São Bernardo      | 3                 | 2                 | 5                 |   |                  |                    |                    |                    |                    |  | América de Natal | 2                   | 0                   | 2                   |                     |  |  |
|  |                   |                   |                   |                   |   |                  |                    |                    |                    |                    |  | América de Natal | 2                   | 0                   | 2                   |                     |  |  |
|  |                   | Pouso Alegre      | 0                 | 1                 | 1 |                  |                    |                    |                    |                    |  |                  |                     |                     |                     |                     |  |  |
|  | ASA               | Pouso Alegre      | 0                 | 1                 | 1 | 0                | 0                  | 0                  |                    |                    |  |                  |                     |                     |                     |                     |  |  |
|  | ASA               |                   |                   |                   |   | 0                | 0                  | 0                  |                    |                    |  |                  |                     |                     |                     |                     |  |  |
|  | Pouso Alegre      | 2                 | 1                 | 3                 |   |                  |                    |                    |                    |                    |  |                  |                     |                     |                     |                     |  |  |
|  | Pouso Alegre      | 2                 | 1                 | 3                 |   | Pouso Alegre     | 1                  | 1                  | 2                  |                    |  |                  |                     |                     |                     |                     |  |  |
|  |                   |                   |                   |                   |   | Pouso Alegre     | 1                  | 1                  | 2                  |                    |  |                  |                     |                     |                     |                     |  |  |
|  |                   | Amazonas          | 0                 | 0                 | 0 |                  |                    |                    |                    |                    |  |                  |                     |                     |                     |                     |  |  |
|  | Portuguesa-RJ     | Amazonas          | 0                 | 0                 | 0 | 1                | 2                  | 3                  |                    |                    |  |                  |                     |                     |                     |                     |  |  |
|  | Portuguesa-RJ     |                   |                   |                   |   | 1                | 2                  | 3                  |                    |                    |  |                  |                     |                     |                     |                     |  |  |
|  | Amazonas          | 1                 | 3                 | 4                 |   |                  |                    |                    |                    |                    |  |                  |                     |                     |                     |                     |  |  |

| Aumento | Equipes promovidas à Série C de 2023 |

### Final
Ida
| 18 de setembro | América de Natal                            | 2 – 0  | Pouso Alegre | Arena das Dunas, Natal                                   |
| 16:00 (UTC−3)  | Téssio 11' · Wallace Pernambucano 85' (pen) | Súmula |              | Público: 30 261 Árbitro: PE Rodrigo José Pereira de Lima |

Volta
| 25 de setembro | Pouso Alegre         | 1 – 0  | América de Natal | Estádio Manduzão, Pouso Alegre                |
| 16:00 (UTC−3)  | Victor Pereira 90+3' | Súmula |                  | Público: 13 355 Árbitro: SC Ramon Abatti Abel |

## Premiação
| Campeonato Brasileiro 2022 Série D        |
| Rio Grande do Norte                       |
| ----------------------------------------- |
| América Futebol Clube Campeão (1º título) |

## Estatísticas

### Artilharia
| Gols | Jogador              | Equipe           |
| ---- | -------------------- | ---------------- |
| 11   | Ítalo                | Amazonas         |
| 11   | Rafael Tavares       | Amazonas         |
| 10   | Aleílson             | Trem             |
| 10   | Franklin Mascote     | Retrô            |
| 9    | Anderson Chaves      | Afogados         |
| 9    | Patrick Carvalho     | Nova Venécia     |
| 9    | Wallace Pernambucano | América de Natal |
| 8    | Lucas                | Lagarto          |
| 7    | Hugo Cabral          | Santa Cruz       |
| 7    | Janderson            | Bahia de Feira   |

### Hat-tricks
| Jogador    | Clube            | Adversário | Placar  | Data        | Ref.   |
| ---------- | ---------------- | ---------- | ------- | ----------- | ------ |
| Michel     | Ferroviária      | URT        | 8–0 (C) | 17 de abril | [ 30 ] |
| Gotinha    | Juventude Samas  | Tuna Luso  | 3–0 (F) | 24 de abril | [ 31 ] |
| Janderson  | Bahia de Feira   | URT        | 5–2 (F) | 25 de junho | [ 32 ] |
| Iago       | América de Natal | Crato      | 8–1 (C) | 10 de julho | [ 33 ] |
| Ítalo      | Amazonas         | Humaitá    | 6–0 (C) | 17 de julho | [ 34 ] |
| Marcudinho | Real Noroeste    | Anápolis   | 5–2 (C) | 23 de julho | [ 35 ] |

### Poker-tricks
| Jogador  | Clube | Adversário | Placar   | Data       | Ref.   |
| -------- | ----- | ---------- | -------- | ---------- | ------ |
| Aleílson | Trem  | Náutico-RR | 10–2 (C) | 6 de junho | [ 36 ] |

### Público
Maiores públicos
Estes são os dez maiores públicos do campeonato:
| Nº | Público | Mandante         | Placar | Visitante      | Estádio         | Data           | Rodada    | Ref.   |
| -- | ------- | ---------------- | ------ | -------------- | --------------- | -------------- | --------- | ------ |
| 1  | 38 305  | Santa Cruz       | 0–0    | Tocantinópolis | Arruda          | 7 de agosto    | 3ª fase   | [ 37 ] |
| 2  | 30 261  | América de Natal | 2–0    | Pouso Alegre   | Arena das Dunas | 18 de setembro | Final     | [ 27 ] |
| 3  | 27 814  | América de Natal | 3–1    | Caxias         | Arena das Dunas | 28 de agosto   | Quartas   | [ 38 ] |
| 4  | 26 639  | América de Natal | 2–0    | São Bernardo   | Arena das Dunas | 4 de setembro  | Semifinal | [ 39 ] |
| 5  | 24 343  | América de Natal | 0–0    | Jacuipense     | Arena das Dunas | 31 de julho    | 2ª fase   | [ 40 ] |
| 6  | 18 822  | América de Natal | 2–1    | Moto Club      | Arena das Dunas | 7 de agosto    | 3ª fase   | [ 41 ] |
| 7  | 18 523  | Santa Cruz       | 0–2    | Jacuipense     | Arruda          | 19 de junho    | 10ª       | [ 42 ] |
| 8  | 17 728  | Santa Cruz       | 0–0    | Retrô          | Arruda          | 24 de julho    | 2ª fase   | [ 43 ] |
| 9  | 17 466  | Santa Cruz       | 1–0    | Sergipe        | Arruda          | 5 de junho     | 8ª        | [ 44 ] |
| 10 | 14 118  | Pouso Alegre     | 1–0    | ASA            | Manduzão        | 27 de agosto   | Quartas   | [ 45 ] |

Menores públicos
Estes são os dez menores públicos do campeonato, sem considerar as partidas com portões fechados:
| Nº | Público | Mandante          | Placar | Visitante   | Estádio        | Data        | Rodada | Ref.   |
| -- | ------- | ----------------- | ------ | ----------- | -------------- | ----------- | ------ | ------ |
| 1  | 0       | Crato             | 1–5    | Retrô       | Inaldão        | 16 de julho | 14ª    | [ 46 ] |
| 2  | 6       | Ação              | 2–1    | Ceilândia   | Dito Souza     | 26 de junho | 11ª    | [ 47 ] |
| 3  | 10      | Juventude Samas   | 0–0    | 4 de Julho  | Pinheirão      | 28 de maio  | 7ª     | [ 48 ] |
| 4  | 13      | Ação              | 0–2    | Brasiliense | Dito Souza     | 1 de maio   | 3ª     | [ 49 ] |
| 5  | 15      | Ação              | 2–2    | Costa Rica  | Dito Souza     | 10 de julho | 13ª    | [ 50 ] |
| 6  | 16      | Náutico-RR        | 4–2    | Humaitá     | Canarinho      | 25 de junho | 11ª    | [ 51 ] |
| 7  | 19      | Ação              | 2–3    | Anápolis    | Dito Souza     | 22 de maio  | 6ª     | [ 52 ] |
| 8  | 20      | Juventude Samas   | 0–1    | Pacajus     | Pinheirão      | 14 de maio  | 5ª     | [ 53 ] |
| 8  | 20      | Ação              | 1–2    | Iporá       | Dito Souza     | 5 de junho  | 8ª     | [ 54 ] |
| 10 | 22      | Náutico-RR        | 3–5    | Trem        | Canarinho      | 28 de maio  | 7ª     | [ 55 ] |
| 10 | 22      | São Paulo Crystal | 2–3    | Globo       | Carneirão (PB) | 9 de julho  | 13ª    | [ 56 ] |

Médias de público
Estas são as médias de público dos clubes no campeonato. Considera-se apenas os jogos da equipe como mandante e o público pagante:
| 1. Santa Cruz – 15 573 2. América de Natal – 13 071 3. Paraná – 5 564 4. Pouso Alegre – 5 466 5. Caxias – 3 548 6. Icasa – 3 510 7. São Bernardo – 2 238 8. Moto Club – 2 014 9. ASA – 1 929 10. FC Cascavel – 1 409 11. Anápolis – 1 277 12. Portuguesa-RJ – 1 096 13. Nova Venécia – 1 065 14. Azuriz – 1 035 15. Sergipe – 1 015 16. Marcílio Dias – 916 | 1. Tocantinópolis – 875 2. Retrô – 863 3. Amazonas – 779 4. Lagarto – 709 5. Ferroviária – 637 6. Atlético de Alagoinhas – 615 7. Rio Branco-AC – 613 8. Porto Velho – 592 9. CSE – 589 10. Jacuipense – 579 11. Santo André – 565 12. Inter de Limeira – 480 13. Cianorte – 440 14. Pérolas Negras – 431 15. São Luiz – 381 16. Afogados – 379 | 1. Grêmio Anápolis – 345 2. Brasiliense – 329 3. Pacajus – 321 4. Crato – 300 5. São Raimundo-AM – 284 6. Iporá – 273 7. URT – 268 8. Oeste – 254 9. Costa Rica – 246 10. Nova Iguaçu – 243 11. Aimoré – 229 12. 4 de Julho – 224 13. Sousa – 222 14. Bahia de Feira – 205 15. Juazeirense – 203 16. Ceilândia – 174 | 1. Operário VG – 168 2. São Raimundo-RR – 159 3. Castanhal – 156 4. Caldense – 152 5. Juventus de Jaraguá – 144 6. Real Noroeste – 141 7. Tuna Luso – 136 8. Globo – 112 9. Humaitá – 75 10. Fluminense-PI – 75 11. Náutico-RR – 59 12. São Paulo Crystal – 55 13. Trem – 54 14. Próspera – 52 15. Juventude Samas – 52 16. Ação – 33 |

## Mudanças de técnicos
| Clube               | Antecessor                | Data        | Última partida                        | Rod | Pos         | Sucessor                  | Ref.            |
| ------------------- | ------------------------- | ----------- | ------------------------------------- | --- | ----------- | ------------------------- | --------------- |
| ASA                 | Jota Guerreiro (interino) | 17 de abril | ASA 1–0 Atlético de Alagoinhas        | 1ª  | 1º (Gr. A4) | Maurício Copertino        | [ 58 ]          |
| CSE                 | Alyson Dantas             | 25 de abril | CSE 3–3 Jacuipense                    | 2ª  | 2º (Gr. A4) | Betinho                   | [ 59 ] [ 60 ]   |
| Tuna Luso           | Emerson Almeida           | 25 de abril | Tuna Luso 0–3 Juventude Samas         | 2ª  | 8º (Gr. A2) | Josué Teixeira            | [ 61 ] [ 62 ]   |
| Marcílio Dias       | Fernando Tonet            | 25 de abril | Marcílio Dias 1–1 FC Cascavel         | 2ª  | 5º (Gr. A8) | Pingo                     | [ 63 ] [ 64 ]   |
| Pouso Alegre        | Francisco Diá             | 25 de abril | Inter de Limeira 3–0 Pouso Alegre     | 2ª  | 5º (Gr. A6) | Paulo Roberto Santos      | [ 66 ] [ 67 ]   |
| 4 de Julho          | Edson Souza               | 26 de abril | Moto Club 3–0 4 de Julho              | 2ª  | 7º (Gr. A2) | Fernando Tonet            | [ 68 ]          |
| URT                 | Ricardo Severo            | 26 de abril | URT 0–3 Nova Venécia                  | 2ª  | 8º (Gr. A6) | Ricardo Chuva             | [ 69 ] [ 70 ]   |
| América de Natal    | Leandro Sena              | 27 de abril | Crato 0–0 América de Natal            | 2ª  | 3º (Gr. A3) | Edson Vieira              | [ 72 ]          |
| Náutico-RR          | Marinho Custódio          | 30 de abril | Real 1–0 Náutico-RR                   | 2ª  | 7º (Gr. A1) | Fernando Guisini          | [ 74 ] [ 75 ]   |
| América de Natal    | Edson Vieira              | 1 de maio   | América de Natal 0–1 Afogados         | 3ª  | 5º (Gr. A3) | João Brigatti             | [ 76 ] [ 77 ]   |
| Portuguesa-RJ       | Toninho Andrade           | 1 de maio   | Pérolas Negras 1–1 Portuguesa-RJ      | 3ª  | 5º (Gr. A7) | Felipe Surian             | [ 78 ] [ 79 ]   |
| Humaitá             | Emanoel Sacramento        | 2 de maio   | Rio Branco-AC 2–0 Humaitá             | 3ª  | 8º (Gr. A1) | Álvaro Miguéis            | [ 80 ]          |
| Rio Branco-AC       | Chicão (interino)         | 4 de maio   | Rio Branco-AC 2–0 Humaitá             | 3ª  | 3º (Gr. A1) | Bruno Monteiro            | [ 82 ]          |
| Santa Cruz          | Leston Júnior             | 8 de maio   | Santa Cruz 3–2 Atlético de Alagoinhas | 4ª  | 5º (Gr. A4) | Marcelo Martelotte        | [ 83 ] [ 84 ]   |
| Operário VG         | Bruno Saymon              | 10 de maio  | Operário VG 0–2 Brasiliense           | 4ª  | 6º (Gr. A5) | Luciano Dias              | [ 85 ]          |
| Sergipe             | Daniel Neri               | 13 de maio  | Sergipe 0–0 Lagarto                   | 5ª  | 7º (Gr. A4) | Rafael Jacques            | [ 86 ] [ 87 ]   |
| Juventus de Jaraguá | Alemão                    | 15 de maio  | Marcílio Dias 2–1 Juventus de Jaraguá | 5ª  | 8º (Gr. A8) | William de Mattia         | [ 88 ] [ 89 ]   |
| Caxias              | Luan Carlos               | 15 de maio  | FC Cascavel 2–0 Caxias                | 5ª  | 3º (Gr. A8) | Thiago Carvalho           | [ 90 ] [ 91 ]   |
| 4 de Julho          | Fernando Tonet            | 16 de maio  | Fluminense-PI 0–0 4 de Julho          | 5ª  | 6º (Gr. A2) | Emanoel Sacramento        | [ 92 ] [ 93 ]   |
| Santo André         | José Carlos Palhavan      | 17 de maio  | Oeste 2–0 Santo André                 | 5ª  | 6º (Gr. A7) | Renato Peixe              | [ 94 ]          |
| ASA                 | Maurício Copertino        | 17 de maio  | ASA 2–3 CSE                           | 5ª  | 1º (Gr. A4) | Jota Guerreiro            | [ 96 ] [ 97 ]   |
| Ferroviária         | Thiago Carpini            | 23 de maio  | Ferroviária 0–1 Pouso Alegre          | 6ª  | 7º (Gr. A6) | Vinícius Munhoz           | [ 98 ] [ 99 ]   |
| Caldense            | Júnior Martins            | 24 de maio  | Nova Venécia 3–1 Caldense             | 6ª  | 8º (Gr. A6) | Fahel Júnior              | [ 100 ]         |
| Grêmio Anápolis     | Ariel Mamede              | 30 de maio  | Operário VG 1–0 Grêmio Anápolis       | 7ª  | 7º (Gr. A5) | Chiquinho Lima            | [ 101 ] [ 102 ] |
| Crato               | Roberto Juazeiro          | 2 de junho  | Afogados 2–0 Crato                    | 7ª  | 7º (Gr. A3) | Eugênio Gomes             | [ 103 ]         |
| Icasa               | Sidney Moraes             | 2 de junho  | Icasa 1–1 América de Natal            | 7ª  | 4º (Gr. A3) | Leandro Campos            | [ 103 ] [ 104 ] |
| Costa Rica          | Edson Júnior              | 6 de junho  | Costa Rica 0–1 Brasiliense            | 8ª  | 3º (Gr. A5) | Sandrinho                 | [ 106 ] [ 105 ] |
| Juazeirense         | Quintino Barbosa          | 6 de junho  | ASA 1–0 Juazeirense                   | 8ª  | 6º (Gr. A4) | Agnaldo Liz               | [ 107 ] [ 108 ] |
| Cianorte            | Irineu Ricardo            | 6 de junho  | Cianorte 1–1 Portuguesa-RJ            | 8ª  | 7º (Gr. A7) | Osmar Loss                | [ 109 ]         |
| Caldense            | Fahel Júnior              | 13 de junho | Caldense 1–2 Nova Venécia             | 9ª  | 8º (Gr. A6) | Gladstone                 | [ 111 ] [ 112 ] |
| Globo               | Renatinho Potiguar        | 14 de junho | Globo 3–0 Crato                       | 9ª  | 7º (Gr. A3) | André Caldas              | [ 113 ]         |
| Marcílio Dias       | Pingo                     | 20 de junho | Juventus de Jaraguá 1–0 Marcílio Dias | 10ª | 6º (Gr. A8) | Jorginho Cantinflas       | [ 115 ] [ 116 ] |
| Náutico-RR          | Fernando Guisini          | 22 de junho | Rio Branco-AC 5–0 Náutico-RR          | 10ª | 8º (Gr. A1) | Roberto Tim               | [ 117 ]         |
| América de Natal    | João Brigatti             | 28 de junho | Retrô 1–0 América de Natal            | 11ª | 4º (Gr. A3) | Leandro Sena              | [ 118 ] [ 119 ] |
| Pérolas Negras      | Mauro Fonseca             | 29 de junho | Pérolas Negras 0–1 Nova Iguaçu        | 11ª | 8º (Gr. A7) | João Medina (interino)    | [ 120 ]         |
| São Paulo Crystal   | Ederson Araújo            | 29 de junho | Crato 1–1 São Paulo Crystal           | 11ª | 6º (Gr. A3) | Celinho Silva             | [ 121 ]         |
| São Luiz            | Daniel Franco             | 4 de julho  | São Luiz 0–0 FC Cascavel              | 12ª | 6º (Gr. A8) | Wiliam Campos             | [ 122 ] [ 123 ] |
| CSE                 | Betinho                   | 4 de julho  | CSE 0–1 Lagarto                       | 12ª | 7º (Gr. A4) | Sóstenes Félix (interino) | [ 124 ] [ 125 ] |

## Classificação geral
A classificação geral dá prioridade ao clube que avançou mais fases, e ao campeão, mesmo que tenha menor pontuação.
| Campeão (promovido à Série C em 2023)                    |                  |    |    |    |   |   |    |    |     |
| 1                                                        | América de Natal | 46 | 24 | 13 | 7 | 4 | 32 | 11 | +21 |
| Vice-campeão (promovido à Série C em 2023)               |                  |    |    |    |   |   |    |    |     |
| 2                                                        | Pouso Alegre     | 49 | 24 | 14 | 7 | 3 | 22 | 12 | +10 |
| Eliminados nas semifinais (promovidos à Série C em 2023) |                  |    |    |    |   |   |    |    |     |
| 3                                                        | Amazonas         | 43 | 22 | 12 | 7 | 3 | 46 | 20 | +26 |
| 4                                                        | São Bernardo     | 41 | 22 | 11 | 8 | 3 | 23 | 8  | +15 |
| Eliminados nas quartas de final                          |                  |    |    |    |   |   |    |    |     |
| 5                                                        | Caxias           | 34 | 20 | 9  | 7 | 4 | 25 | 18 | +7  |
| 6                                                        | ASA              | 33 | 20 | 9  | 6 | 5 | 19 | 16 | +3  |
| 7                                                        | Tocantinópolis   | 30 | 20 | 8  | 6 | 6 | 30 | 29 | +1  |
| 8                                                        | Portuguesa-RJ    | 29 | 20 | 7  | 8 | 5 | 21 | 18 | +3  |
| Eliminados na terceira fase                              |                  |    |    |    |   |   |    |    |     |
| 9                                                        | Lagarto          | 32 | 18 | 8  | 8 | 2 | 28 | 16 | +12 |
| 10                                                       | Rio Branco-AC    | 31 | 18 | 8  | 7 | 3 | 25 | 12 | +13 |
| 11                                                       | Moto Club        | 30 | 18 | 9  | 3 | 6 | 26 | 18 | +8  |
| 12                                                       | Bahia de Feira   | 29 | 18 | 7  | 8 | 3 | 20 | 11 | +9  |
| 13                                                       | Real Noroeste    | 28 | 18 | 7  | 7 | 4 | 25 | 19 | +6  |
| 14                                                       | Nova Venécia     | 27 | 18 | 6  | 9 | 3 | 26 | 19 | +7  |
| 15                                                       | Paraná           | 26 | 18 | 6  | 8 | 4 | 14 | 10 | +4  |
| 16                                                       | Santa Cruz       | 24 | 18 | 6  | 6 | 6 | 16 | 17 | –1  |
| Eliminados na segunda fase                               |                  |    |    |    |   |   |    |    |     |
| 17                                                       | Retrô            | 34 | 16 | 10 | 4 | 2 | 28 | 8  | +20 |
| 18                                                       | Brasiliense      | 34 | 16 | 10 | 4 | 2 | 24 | 14 | +10 |
| 19                                                       | Aimoré           | 30 | 16 | 9  | 3 | 4 | 18 | 15 | +3  |
| 20                                                       | Anápolis         | 28 | 16 | 8  | 4 | 4 | 22 | 16 | +6  |
| 21                                                       | FC Cascavel      | 27 | 16 | 7  | 6 | 3 | 16 | 10 | +6  |
| 22                                                       | Azuriz           | 25 | 16 | 7  | 4 | 5 | 18 | 15 | +2  |
| 23                                                       | São Raimundo-RR  | 25 | 16 | 6  | 7 | 3 | 22 | 15 | +7  |
| 24                                                       | São Raimundo-AM  | 25 | 16 | 6  | 7 | 3 | 22 | 17 | +5  |
| 25                                                       | Sousa            | 23 | 16 | 7  | 2 | 7 | 19 | 20 | –1  |
| 26                                                       | Afogados         | 22 | 16 | 6  | 4 | 6 | 24 | 16 | +8  |
| 27                                                       | Costa Rica       | 22 | 16 | 6  | 4 | 6 | 15 | 15 | 0   |
| 28                                                       | Operário VG      | 22 | 16 | 6  | 4 | 6 | 10 | 14 | –4  |
| 29                                                       | Jacuipense       | 22 | 16 | 5  | 7 | 4 | 19 | 16 | +3  |
| 30                                                       | Pacajus          | 22 | 16 | 5  | 7 | 4 | 16 | 14 | +2  |
| 31                                                       | Oeste            | 22 | 16 | 5  | 7 | 4 | 16 | 17 | –1  |
| 32                                                       | Juventude Samas  | 21 | 16 | 5  | 6 | 5 | 15 | 16 | –1  |

| Eliminados na primeira fase |                        |     |    |   |   |    |    |    |     |
| Pos                         | Equipes                | Pts | J  | V | E | D  | GP | GC | SG  |
| 33                          | Icasa                  | 22  | 14 | 6 | 4 | 4  | 16 | 18 | –2  |
| 34                          | Porto Velho            | 21  | 14 | 6 | 3 | 5  | 28 | 20 | +8  |
| 35                          | Ceilândia              | 20  | 14 | 6 | 2 | 6  | 15 | 12 | +3  |
| 36                          | Nova Iguaçu            | 20  | 14 | 5 | 5 | 4  | 13 | 14 | –1  |
| 37                          | Sergipe                | 18  | 14 | 4 | 6 | 4  | 14 | 12 | +2  |
| 38                          | São Luiz               | 18  | 14 | 4 | 6 | 4  | 18 | 17 | +1  |
| 39                          | Fluminense-PI          | 17  | 14 | 4 | 5 | 5  | 23 | 19 | +4  |
| 40                          | Castanhal              | 17  | 14 | 4 | 5 | 5  | 16 | 15 | +1  |
| 41                          | Inter de Limeira       | 17  | 14 | 4 | 5 | 5  | 16 | 16 | 0   |
| 42                          | Trem                   | 16  | 14 | 4 | 4 | 6  | 29 | 27 | +2  |
| 43                          | Ferroviária            | 16  | 14 | 4 | 4 | 6  | 15 | 14 | +1  |
| 44                          | Juazeirense            | 16  | 14 | 4 | 4 | 6  | 8  | 13 | –5  |
| 45                          | URT                    | 16  | 14 | 4 | 4 | 6  | 13 | 26 | –13 |
| 46                          | Santo André            | 15  | 14 | 4 | 3 | 7  | 12 | 13 | –1  |
| 47                          | Iporá                  | 15  | 14 | 3 | 6 | 5  | 12 | 12 | 0   |
| 48                          | Marcílio Dias          | 14  | 14 | 4 | 2 | 8  | 14 | 20 | –6  |
| 49                          | Cianorte               | 14  | 14 | 3 | 5 | 6  | 14 | 15 | –1  |
| 50                          | Grêmio Anápolis        | 14  | 14 | 3 | 5 | 6  | 12 | 14 | –2  |
| 51                          | CSE                    | 14  | 14 | 3 | 5 | 6  | 19 | 22 | –3  |
| 52                          | São Paulo Crystal      | 13  | 14 | 3 | 4 | 7  | 13 | 26 | –13 |
| 53                          | Tuna Luso              | 13  | 14 | 3 | 4 | 7  | 12 | 25 | –13 |
| 54                          | 4 de Julho             | 13  | 14 | 2 | 7 | 5  | 13 | 19 | –6  |
| 55                          | Globo                  | 12  | 14 | 3 | 3 | 8  | 14 | 17 | –3  |
| 56                          | Juventus de Jaraguá    | 12  | 14 | 2 | 6 | 6  | 11 | 17 | –6  |
| 57                          | Atlético de Alagoinhas | 10  | 14 | 2 | 4 | 8  | 13 | 24 | –11 |
| 58                          | Pérolas Negras         | 8   | 14 | 1 | 5 | 8  | 9  | 23 | –14 |
| 59                          | Próspera               | 6   | 14 | 1 | 3 | 10 | 9  | 20 | –11 |
| 60                          | Humaitá                | 6   | 14 | 1 | 3 | 10 | 11 | 32 | –21 |
| 61                          | Caldense               | 5   | 14 | 1 | 2 | 11 | 8  | 20 | –12 |
| 62                          | Ação                   | 5   | 14 | 1 | 2 | 11 | 12 | 30 | –18 |
| 63                          | Crato                  | 5   | 14 | 1 | 2 | 11 | 5  | 33 | –28 |
| 64                          | Náutico-RR             | 5   | 14 | 1 | 2 | 11 | 15 | 57 | –42 |

|  |                           |
|  | Finalistas                |
|  | Eliminados nas semifinais |
|  | Eliminados nas quartas    |

|  |                       |
|  | Eliminados na 3ª fase |
|  | Eliminados na 2ª fase |
|  | Eliminados na 1ª fase |

|  |                           |
|  | Finalistas                |
|  | Eliminados nas semifinais |
|  | Eliminados nas quartas    |

|  |                       |
|  | Eliminados na 3ª fase |
|  | Eliminados na 2ª fase |
|  | Eliminados na 1ª fase |